# Berlin-Prenzlauer Berg

Wappen des ehemaligen Bezirks Prenzlauer Berg (1992–2000)

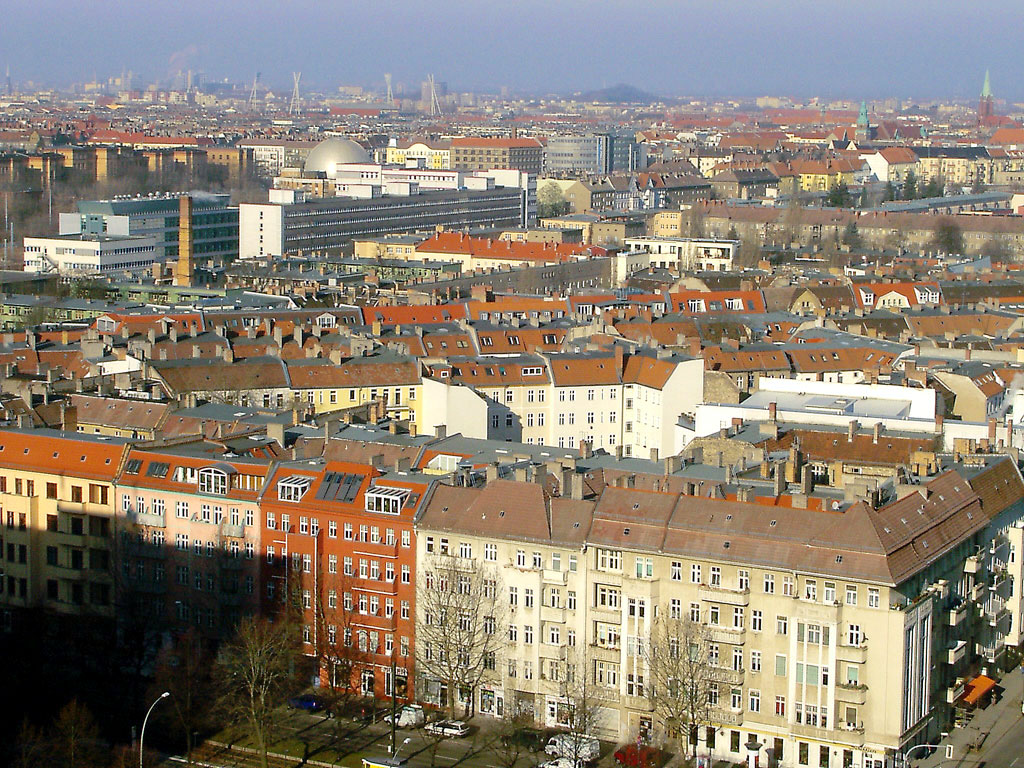
Blick über Prenzlauer Berg mit typischer urbaner Blockrandbebauung

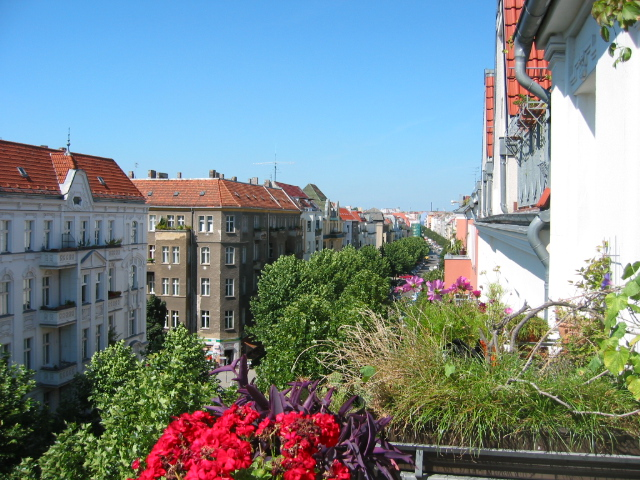
Die Hufelandstraße im östlichen Prenzlauer Berg

Prenzlauer Berg, umgangssprachlich auch Prenzlberg genannt, ist ein Ortsteil des Bezirks Pankow in Berlin, der weithin aus Gründerzeitvierteln besteht. Von seiner Gründung im Jahr 1920 bis zur Fusion mit den benachbarten Bezirken Weißensee und Pankow bei der Verwaltungsreform 2001 war er ein eigenständiger Bezirk (1952–1990: „Stadtbezirk“).

## Geographie
Der Ortsteil Prenzlauer Berg ist ein Teil des Bezirks Pankow im Nordosten Berlins und grenzt im Westen und Südwesten an den Bezirk Mitte, im Süden an den Bezirk Friedrichshain-Kreuzberg, im Osten an den Bezirk Lichtenberg und im Norden an die Ortsteile Weißensee und Pankow.
Geologisch liegt der Ortsteil vollständig auf der Grundmoränenfläche des Barnim und grenzt nach Südwesten (zum Bezirk Mitte) an das Berliner Urstromtal, das sich in der Eiszeit gebildet hat.
Der höchste Punkt des Ortsteils liegt heute mit 91 Metern über dem Meeresspiegel im Nordosten im Volkspark Prenzlauer Berg. Dieser Berg entstand nach dem Zweiten Weltkrieg als einer der Trümmerberge durch das Aufschütten von Trümmern aus der Berliner Innenstadt und anschließender Begrünung.

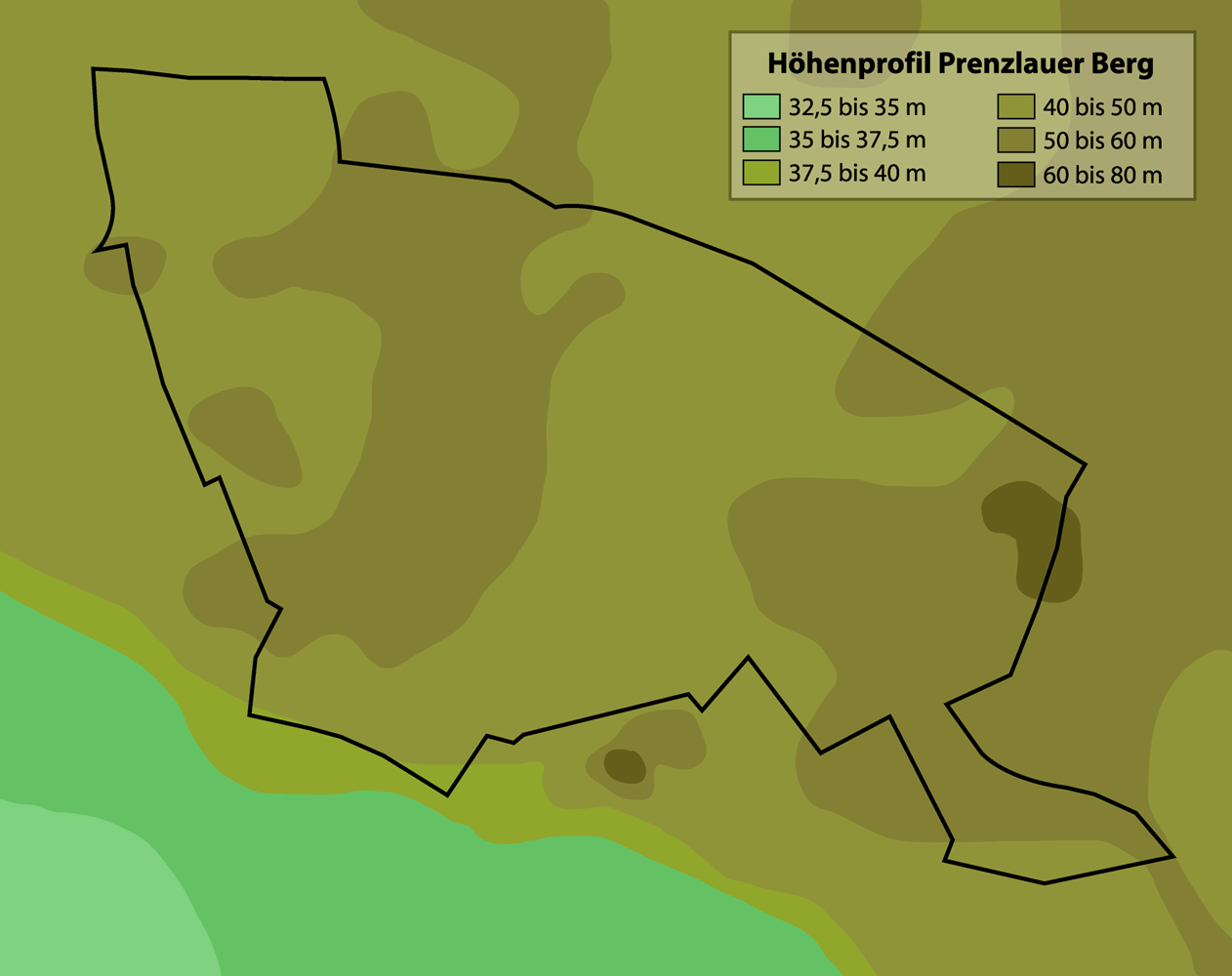
Höhenprofil Prenzlauer Berg. Die 60–80 Meter hohen Erhebungen sind die nach 1945 aufgeschütteten Trümmerberge der Volksparke Friedrichshain (unten mittig) und Prenzlauer Berg (rechts)

## Namensgebung
Der Begriff Prenzlauer Berg bezieht sich auf das – von der Berliner Innenstadt aus gesehen – über die gesamte Breite ansteigende Plateau des Barnim. Da Berlin im Norden bis in das 19. Jahrhundert auf das ebene Berliner Urstromtal beschränkt blieb, wurde das Gebiet von den Berlinern schon immer als „Berg“ bezeichnet, insbesondere betrifft das den Windmühlenberg im Bereich des heutigen Wasserturms. Da der im Groß-Berlin-Gesetz 1920 festgelegte Bezirksname Prenzlauer Tor auf ein zu diesem Zeitpunkt schon seit 50 Jahren nicht mehr existierendes Bauwerk hinwies, wurde im Folgejahr der Name der Erhöhung am Beginn der Prenzlauer Allee, einer zentralen Ausfallstraße, die direkt in die rund 90 Kilometer nördlich gelegene uckermärkische Stadt Prenzlau führte, für den gesamten Bezirk übernommen. Erstmals dokumentiert ist der Name Prenzlauer Berg bereits in einem Schreiben vom Mai 1826.
Der zwischen Prenzlauer Allee und Greifswalder Straße (Neue Königstraße) liegende Teil der Friedenstraße wurde 1913 als Prenzlauer Berg benannt. Dieser Abschnitt zwischen den Begräbnisplätzen der St.-Georgen-Kirchgemeinde und der St.-Marien-, Kloster- und St.-Nicolai-Kirchengemeinde führt über einen Berg (nahe dem Prenzlauer Tor): Prenzlauer Allee (42,33 m ü. NN) – höchster Punkt (47,82 m ü. NN) – Greifswalder Straße (38,76 m ü. NN).

## Gliederung
Der Ortsteil ist durch die großen Ausfall- und Ringstraßen leicht nachvollziehbar in Nachbarschaften „Quartiere“ gegliedert, die lokal „Kieze“ genannt werden. Diese Unterteilungen haben keine behördliche Relevanz.
| Südlich des Straßenzugs Danziger Straße           | |
| 01                                                | das eng mit der Rosenthaler Vorstadt verbundene Gebiet Teutoburger Platz mit der nördlichen Kastanienallee                                              |
| 02                                                | der Kollwitzkiez um den Kollwitzplatz |
| 03                                                | das Winsviertel um die Winsstraße |
| 04                                                | das Bötzowviertel um die Bötzowstraße und den Arnswalder Platz                                                                                          |
| Zwischen Danziger/Eberswalder Straße und Ringbahn | |
| 05                                                | das Gleimviertel um die Gleimstraße und den Falkplatz sowie Jahn-Sportpark und Mauerpark                                                                |
| 06                                                | der Helmholtzkiez um den Helmholtzplatz und die Pappelallee, auch LSD-Viertel – nach der Lychener, Schliemann- und Dunckerstraße – benannt.             |
| 07                                                | der Thälmannpark mit dem in den 1980er Jahren errichteten Wohngebiet                                                                                    |
| 08                                                | die Grüne Stadt mit dem in den 1930er Jahren gebauten Wohngebiet und dem Anton-Saefkow-Park, der nach dem Widerstandskämpfer Anton Saefkow benannt ist. |
| 09                                                | das Gebiet am Velodrom an der Conrad-Blenkle-Straße. Diese ist nach dem Widerstandskämpfer Conrad Blenkle benannt.                                      |
| 10                                                | das Gebiet des Alten Schlachthofs, heute Entwicklungsgebiet Alter Schlachthof                                                                           |
| Nördlich der Ringbahn                             | |
| 11                                                | das Nordische bzw. Skandinavische Viertel um den Arnimplatz                                                                                             |
| 12                                                | das Gebiet um den Humannplatz und die Stahlheimer Straße                                                                                                |
| 13                                                | das aus den 1920er bis 1950er Jahren stammende Wohngebiet Ostsee-/Grellstraße                                                                           |
| 14                                                | die Großsiedlung an der Greifswalder/Michelangelostraße                                                                                                 |
| 15                                                | das Blumenviertel um den Syringenplatz, das im westlichen Teil nahe dem Volkspark Prenzlauer Berg mit Einfamilienhäusern bebaut ist.                    |

Bebauung

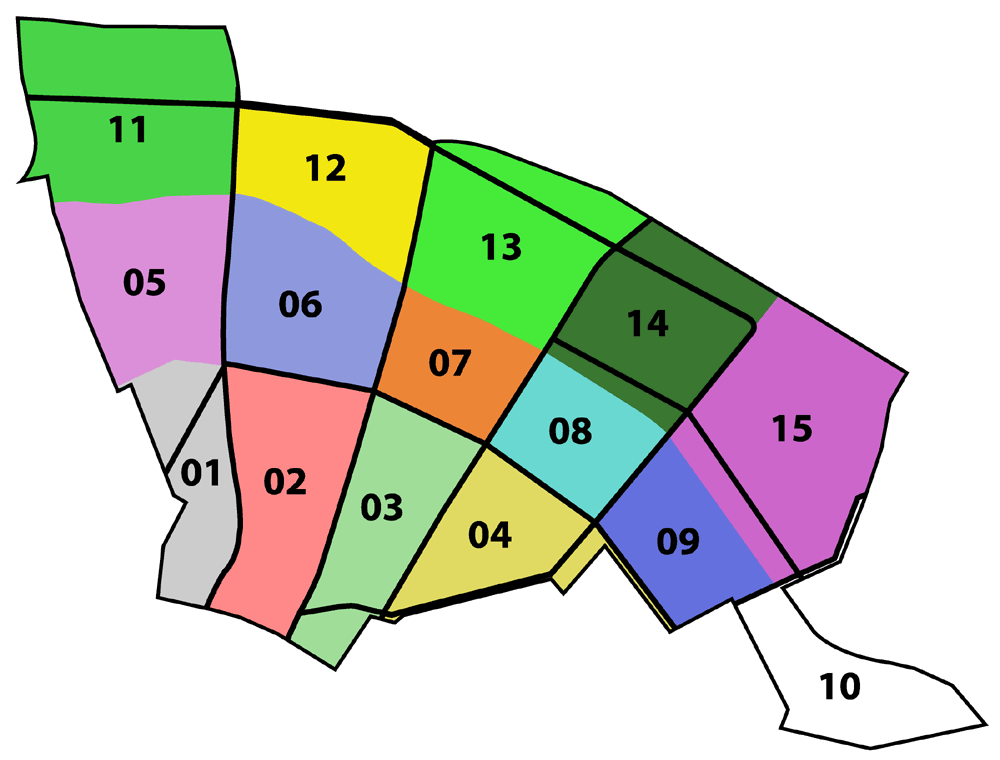
Stadtviertel von Prenzlauer Berg

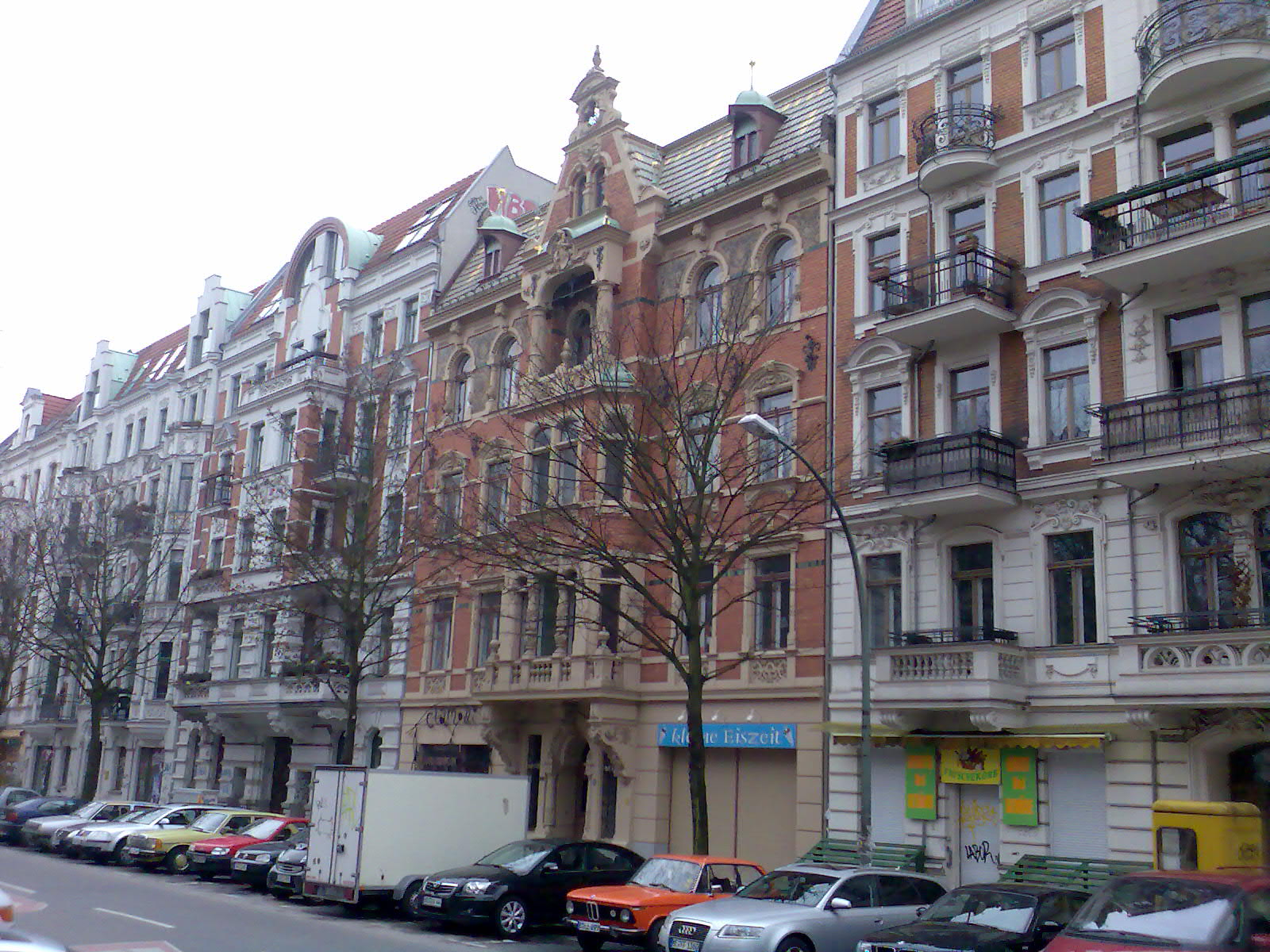
Für Prenzlauer Berg typische Bebauung aus der Gründerzeit in der Stargarder Straße

Im Gebiet von Prenzlauer Berg stehen insgesamt 8169 Gebäude mit 5,5 Millionen Quadratmetern Wohnfläche (Stand: 31. Dezember 2000). Im Ortsteil befinden sich insgesamt 88.544 Wohnungen. Nur 195 Wohngebäude (2,4 %) beinhalten eine oder zwei Wohnungen, der Großteil sind Häuser mit 30 bis 40 Wohnungen, meist in urbaner Blockrandbebauung errichtet.
Die Wohnungsgröße gehört mit durchschnittlich 3,2 Räumen zu den niedrigsten in Berlin, gleiches gilt für die Fläche mit durchschnittlich 62,7 Quadratmetern.
Die Mietpreise liegen in allen Lagen über dem Berliner Durchschnitt, ebenso wie die Wohnkostenquote (Anteil des Haushaltsnettoeinkommens, das für die Warmmiete aufgewendet wird).

## Stadtbild

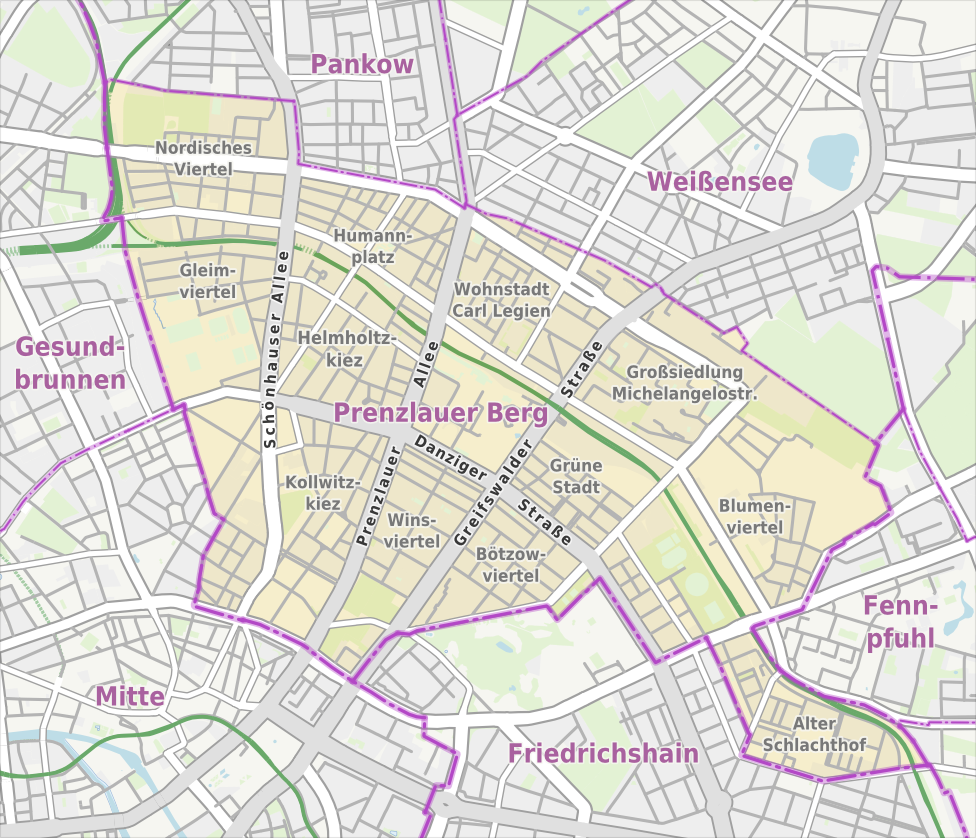
Übersichtskarte des Prenzlauer Bergs

Prenzlauer Berg ist geprägt durch Altbauten, die größtenteils aus der Zeit um die Wende zum 20. Jahrhundert (1889–1905) stammen. Über 80 Prozent aller Wohnungen des Gebiets entstanden vor 1948, das älteste noch vorhandene Gebäude Kastanienallee 77 ist von 1852/1853. Im Zweiten Weltkrieg wurden im Vergleich zu anderen Ortsteilen verhältnismäßig wenige Gebäude zerstört, das Gebiet wurde zu DDR-Zeiten allerdings vernachlässigt und die letzten Ruinen erst Anfang der 1970er Jahre abgetragen. Nach der politischen Wende wurde die marode Bausubstanz in großen Teilen saniert, Baulücken wurden bereits seit Mitte der 1980er Jahre geschlossen.

Prenzlauer Berg bildet heute ein fast homogenes Altbaugebiet. Über 300 Gebäude stehen unter Denkmalschutz, wie das Stadtbad Oderberger Straße, die Brauerei in der Milastraße oder die Brauerei in der Knaackstraße. Der innenstadtnahe Teil ist von Restaurants und Bars geprägt. Besonders in der Kastanienallee, um den Kollwitz- und um den Helmholtzplatz konzentriert sich die berlintypische Gastronomie. Mittelpunkt des Nachtlebens ist das Gebiet um den U-Bahnhof Eberswalder Straße, an dem sich Schönhauser Allee, Danziger-/Eberswalder Straße und Kastanien-/Pappelallee schneiden. Diese Kreuzung wird „Ecke Schönhauser“ genannt. Diese ältere berlinische Bezeichnung wurde als Titel für den gleichnamigen DEFA-Kultfilm von 1957 verwendet und auch dadurch bekannt.

„Unter dem U-Bahnbogen an der Ecke Schönhauser Allee trifft sich täglich das junge Deutschland. Die Erwachsenen stören sich an der Gruppe Jugendlicher, den Halbstarken, ohne zu fragen, warum sie auf der Straße ihre Freiheit suchen.“

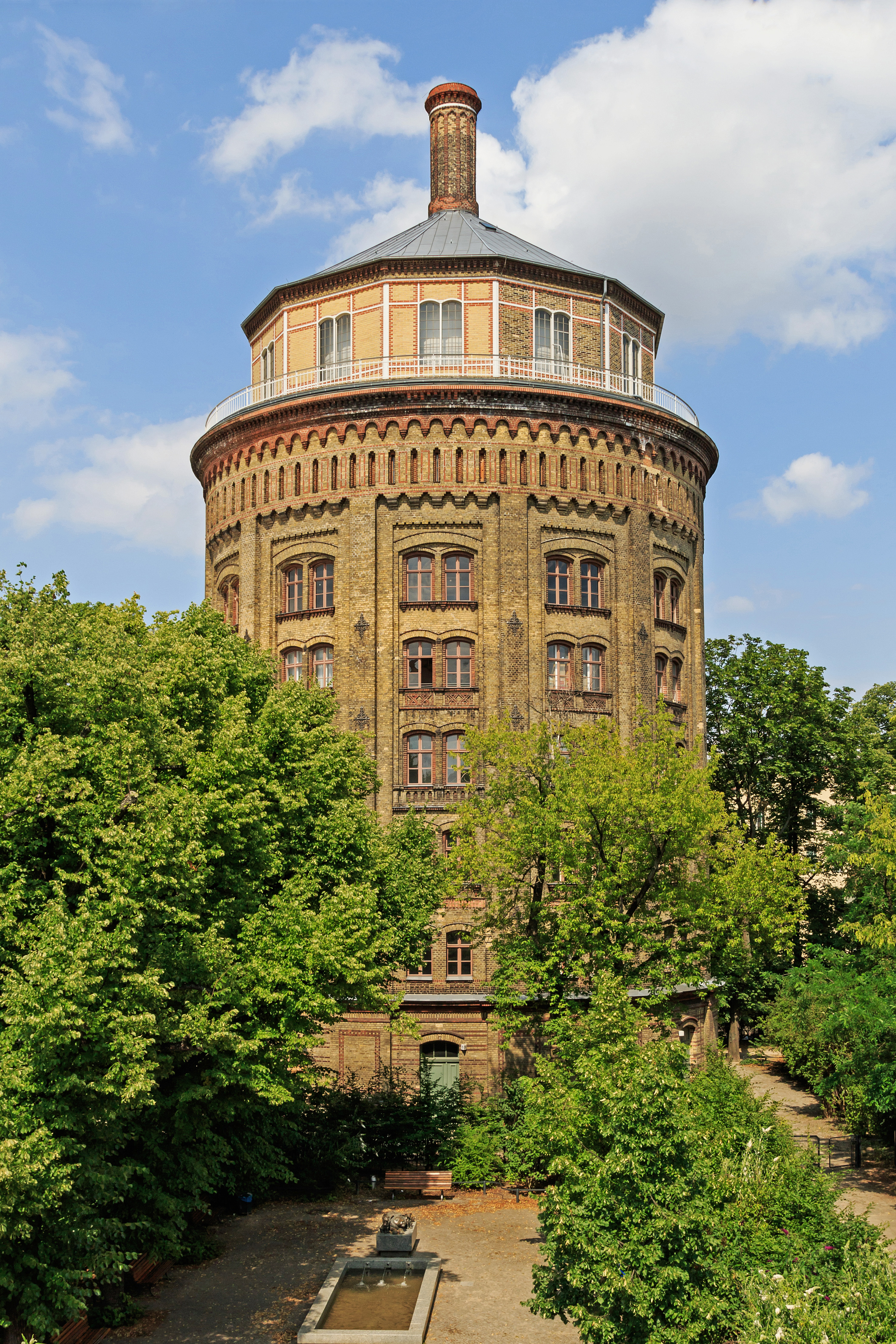
Wasserturm an der Ryke-/Ecke Knaackstraße

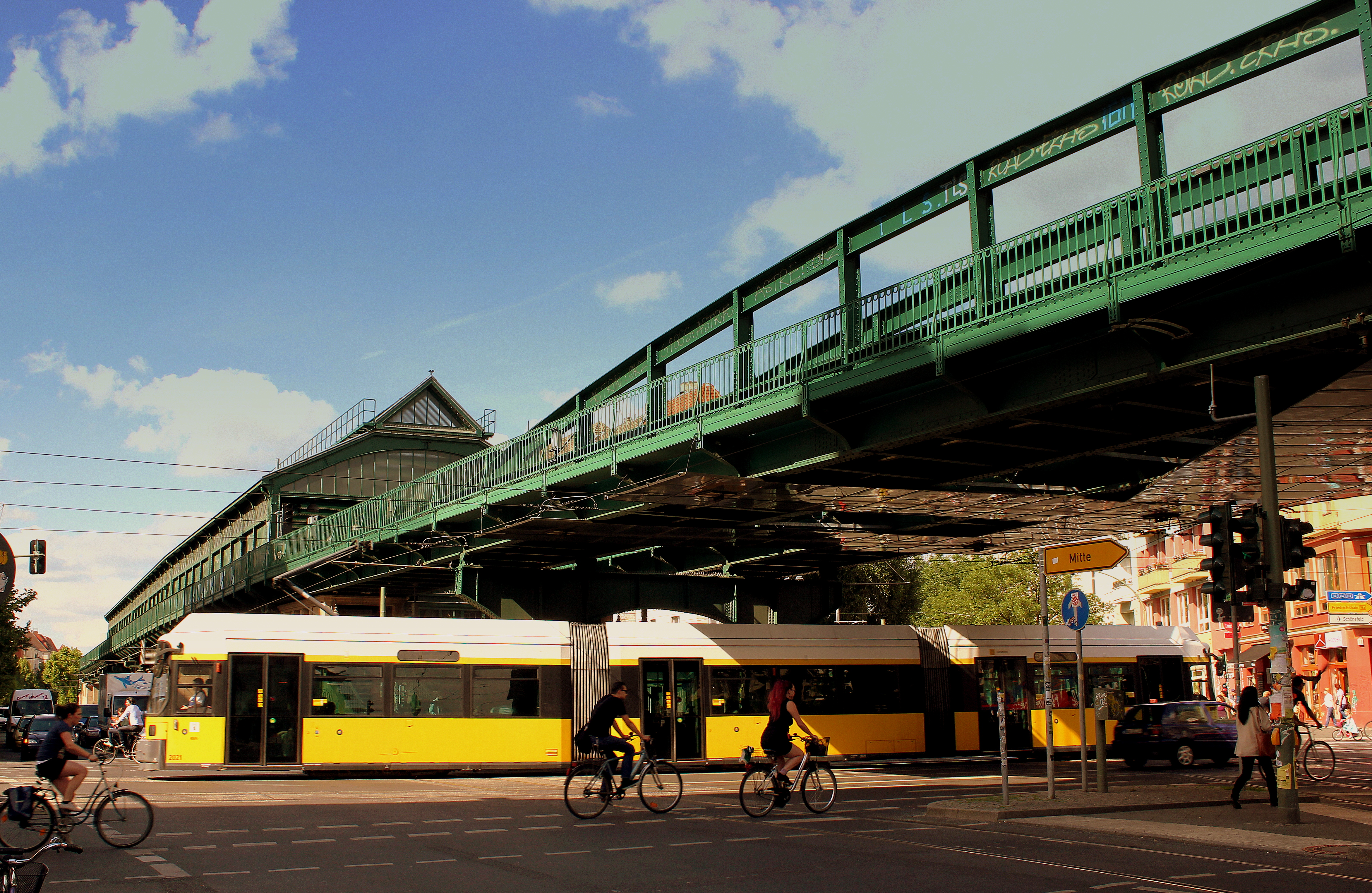
„Ecke Schönhauser“ mit Hochbahnhof Eberswalder Straße an der Kreuzung Schönhauser Allee mit der Danziger und Eberswalder Straße

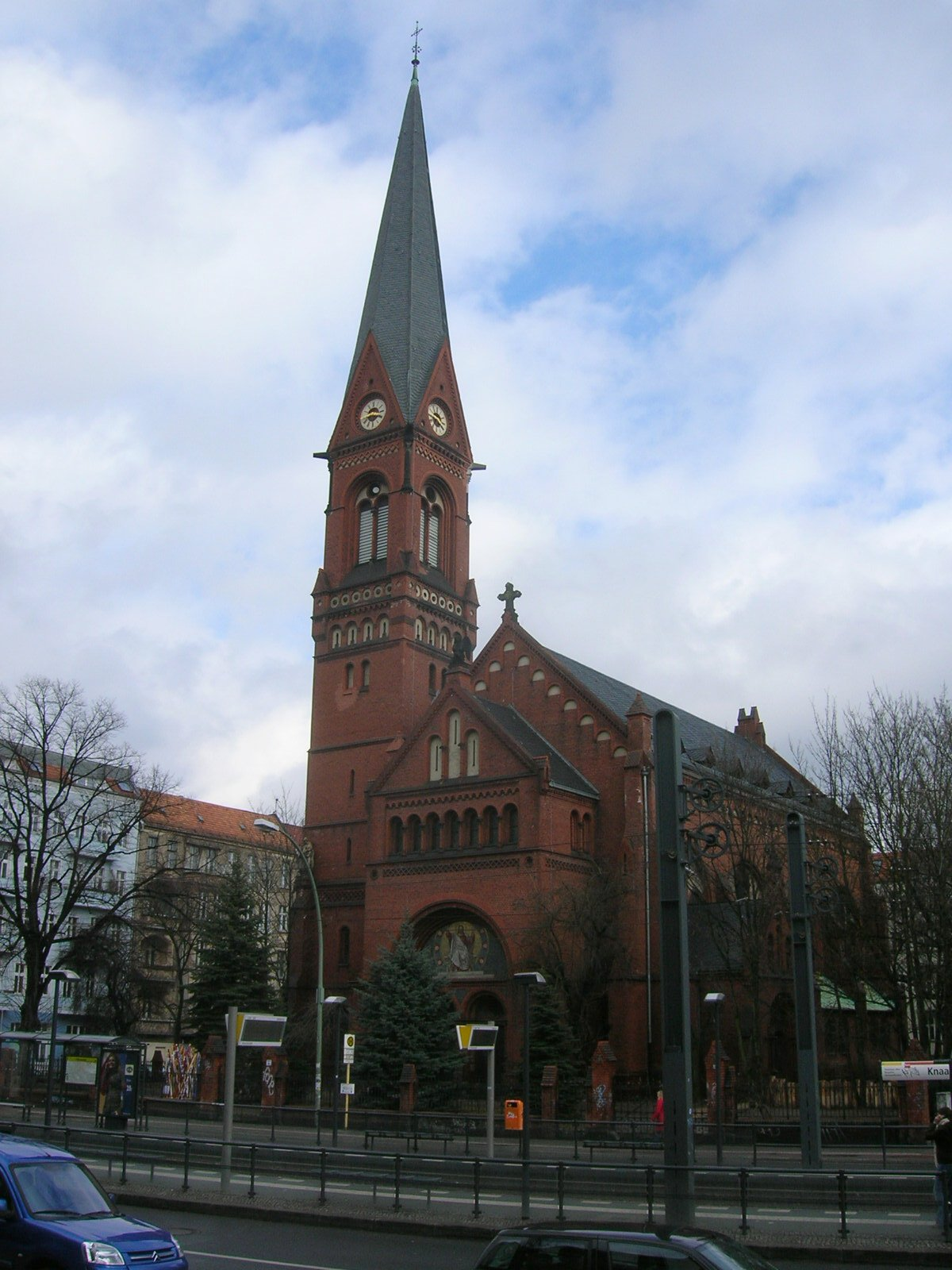
Immanuelkirche an der Prenzlauer Allee Ecke Immanuelkirchstraße

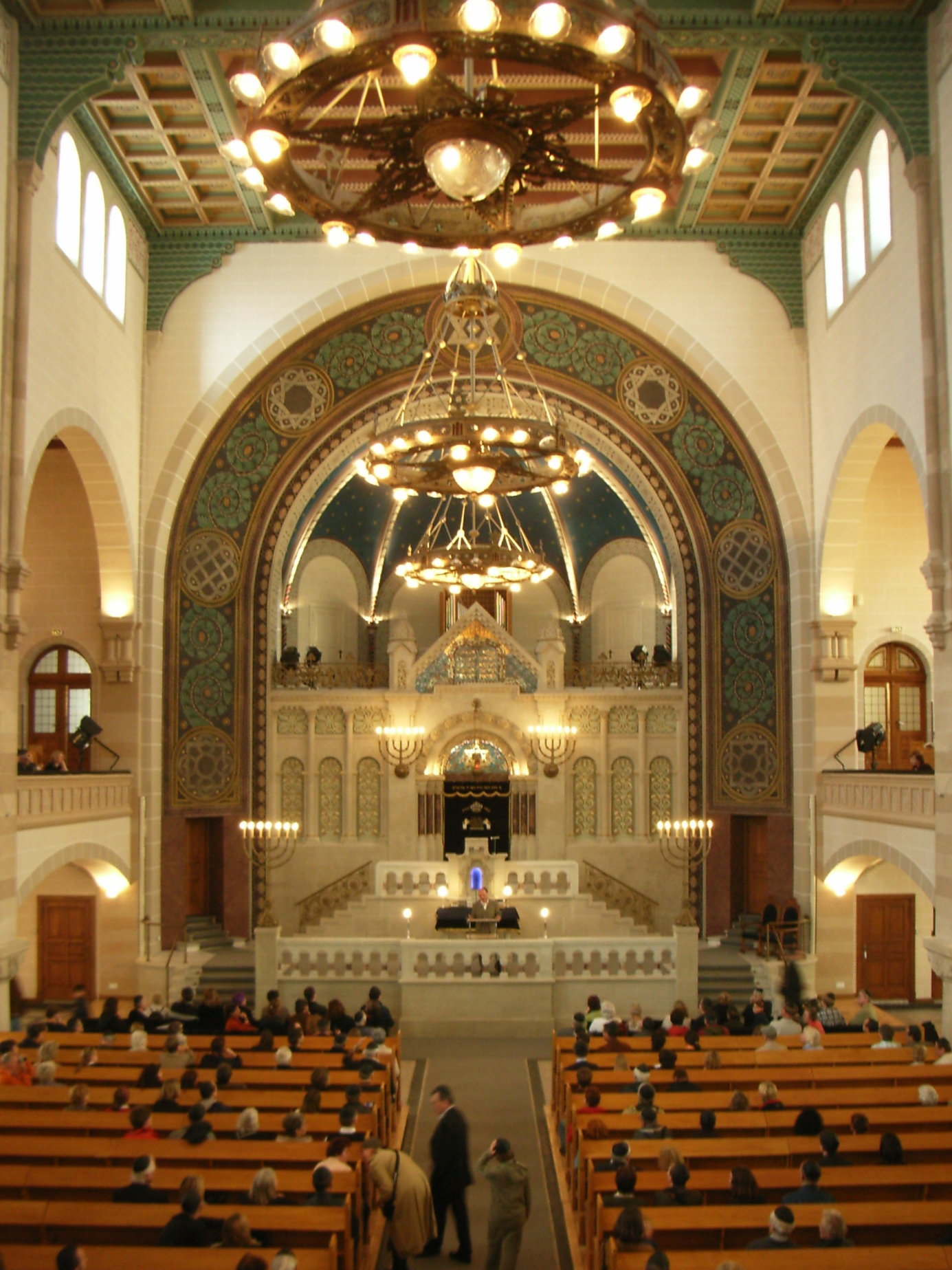
Hauptschiff der Synagoge Rykestraße

Der Ortsteil bietet städtebaulich ein relativ einheitliches Bild, er ist überwiegend von fünfgeschossigen Wohngebäuden in geschlossener Blockbauweise geprägt. Die Blöcke sind in den meisten Fällen durch die großen Grundstückstiefen und zahlreichen Hinterhofnutzungen sehr groß, manche haben einen Umfang von mehr als einem Kilometer.
Herausragende Gebäude sind die großen Kirchen des Ortsteils, von denen die Gethsemanekirche von August Orth an der Stargarder Straße (erbaut: 1891–1893) die bekannteste ist. Ihr 66 Meter hoher Turm wird noch vom 79 Meter hohen Turm der Segenskirche an der Schönhauser Allee und dem 68 Meter hohen Turm der Immanuelkirche an der Prenzlauer Allee übertroffen. Auch repräsentative Schulbauten, überwiegend von Ludwig Hoffmann entworfen, heben sich von der Wohnbebauung ab.
In der Rykestraße befindet sich die größte Synagoge Deutschlands. Die Bauarbeiten begannen Ende 1903, geweiht wurde das Gebäude am 4. September 1904. In der Reichspogromnacht wurde es nicht völlig zerstört, da es dicht von Gebäuden umgeben war, die aus ideologischen Gründen verschont wurden. Hingegen wurde die Synagoge geschändet und im April 1940 enteignet. Am 30. August 1953 wurde sie erneut eingeweiht und nach der Wende denkmalgetreu nach der Erstfassung von 1904 saniert. Auf dem 1827 eröffneten Jüdischen Friedhof in der Schönhauser Allee gibt es über 22.500 Gräber und 750 Familiengrüfte, unter anderem die Gräber von David Friedländer, Max Liebermann, Leopold Ullstein, Ludwig Bamberger, Eduard Lasker und Giacomo Meyerbeer.
Ein Wahrzeichen von Prenzlauer Berg ist der ehemalige Wasserturm („Dicker Hermann“) an der Ryke-/Ecke Knaackstraße aus dem Jahr 1877, der erste Wasserturm Berlins. Ein weiteres auffälliges Gebäude ist das 1987 eröffnete Zeiss-Großplanetarium an der Prenzlauer Allee.
Im Westen des Ortsteils westlich an den Jahn-Sportpark (siehe: Sport) schließt sich der Mauerpark an. Diese öffentliche Grünfläche verblieb, da durch den Mauerbau zwischen Nordkreuz und Bernauer Straße das Gebiet des vormaligen Güterbahnhofs belegt war und so eine andere Nutzung für 40 Jahre unterblieb.
Seit 2017 gehört auch das in den Mauerpark einbezogene Gelände des früheren Bahnhofs Berlin Eberswalder Straße vollständig zum Ortsteil Prenzlauer Berg, sodass dieser nun auch bis 1990 zu West-Berlin gehörendes Gebiet umfasst.

## Bevölkerung
Der Ortsteil Prenzlauer Berg ist mit 169.882 Einwohnern (31. Dezember 2024) der bevölkerungsreichste Ortsteil Berlins. Er hat die Dimension einer eigenen Großstadt auf einem relativ kleinen Gebiet von 11,0 km². Die Bevölkerungsdichte gehört mit 15.507 Einwohnern/km² zu den höchsten in Berlin.
| Jahr | Einwohner |
| ---- | --------- |
| 1925 | 326.311   |
| 1933 | 312.981   |
| 1939 | 298.025   |
| 1946 | 250.960   |
| 1950 | 249.574   |
| 1955 | 238.600   |
| 1960 | 213.381   |
| 1965 | 204.702   |
| 1970 | 198.783   |
| 1975 | 186.345   |
| 1980 | 182.095   |
| 1985 | 166.680   |

| Jahr | Einwohner |
| ---- | --------- |
| 1990 | 143.312   |
| 2000 | 136.004   |
| 2007 | 145.604   |
| 2010 | 145.676   |
| 2015 | 158.073   |
| 2020 | 165.055   |
| 2021 | 165.364   |
| 2022 | 167.807   |
| 2023 | 168.947   |
| 2024 | 169.882   |

Quelle ab 2007: Statistischer Bericht A I 5. Einwohnerregisterstatistik Berlin. Bestand – Grunddaten. 31. Dezember. Amt für Statistik Berlin-Brandenburg (jeweilige Jahre)

## Geschichte

### Anfänge

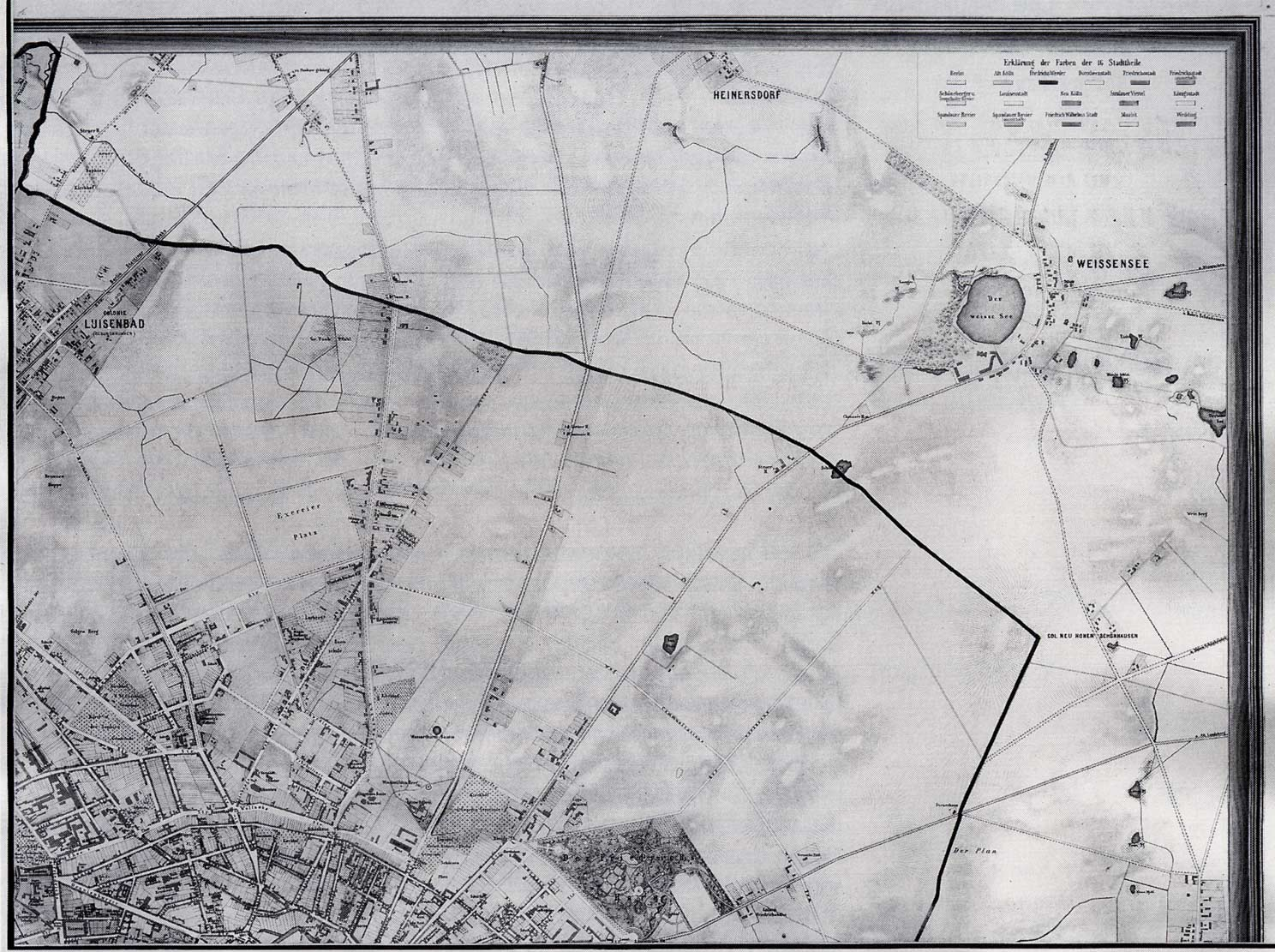
Karte des Berliner Weichbildes im Nordosten,
die dicke Linie kennzeichnet die Grenze

Prenzlauer Berg hat im Berliner Vergleich eine kurze Geschichte. Zwar rodeten Bauern die Wälder des Gebietes zum größten Teil schon im 13. Jahrhundert, doch über eine Nutzung als Landwirtschaftsfläche ging die Verwendung nicht hinaus. Beispielsweise war der Weinbau bis zum sehr kalten Winter 1740/1741 für die Region relativ bedeutend. Noch um 1800 befanden sich auf dem Gelände nur Äcker und wenige Windmühlen, die vor allem der König seit einigen Jahrzehnten vermehrt bauen ließ. Siedlungen entstanden aber nicht. Die einzige Bebauung des Geländes war das Königliche Vorwerk, auf Erlass des Königs vom 31. März 1708 entstanden. Erste Erweiterungen außerhalb der alten Zoll- und Akzisemauer waren Friedhöfe: 1802 legten die St.-Marien- und St.-Nicolai-Gemeinden den heutigen Alten Friedhof vor dem Prenzlauer Tor an. Die Stadtmauer erweiterte man zu dieser Zeit noch. Der 1814 vor dem Königstor angelegte Friedhof der Georgengemeinde blieb außerhalb der Mauern Berlins.
In den Einflussbereich Berlins fiel das Gebiet erst nach dem 19. November 1808, als in Preußen eine neue Städteordnung erlassen wurde. Gemäß dieser Städteordnung blieb das Umland einer Stadt zwar eigenständig, aber das Stadtrecht und somit die gesamte Gesetzgebung und das Steuerrecht galten nun auch dort. Das so zu einer Stadt gehörende Gebiet wurde Weichbild genannt. In Berlin wurden die nördlich gelegenen Felder 1831/1832 in dieses Weichbild aufgenommen. Die erste Karte, die diese Grenzen zeigt, stammt von 1840. Das Gebiet änderte sich in der Folgezeit nicht.
Die Stein- und Hardenbergischen Reformen (1807–1810) befreiten auch die Bauern nördlich Berlins von der Grundherrschaft. Ihnen wurde zwischen 1822 und 1826 ihr Gelände als freies Grundeigentum überschrieben, wenn sie entweder die Hälfte ihrer Fläche abgaben oder das 18-Fache eines Jahresertrages abführten. Gleichzeitig separierte man gemeinsam bewirtschaftete Flächen, sie wurden also unter den Bauern aufgeteilt und die Flächen neu verteilt. Die Bauern erhielten so zusammenhängende Flächen zur Bewirtschaftung. Hauptgewinner waren die drei Familien Griebenow, Büttner und Bötzow, die nun zusammen mehr als zwei Drittel der Fläche besaßen.

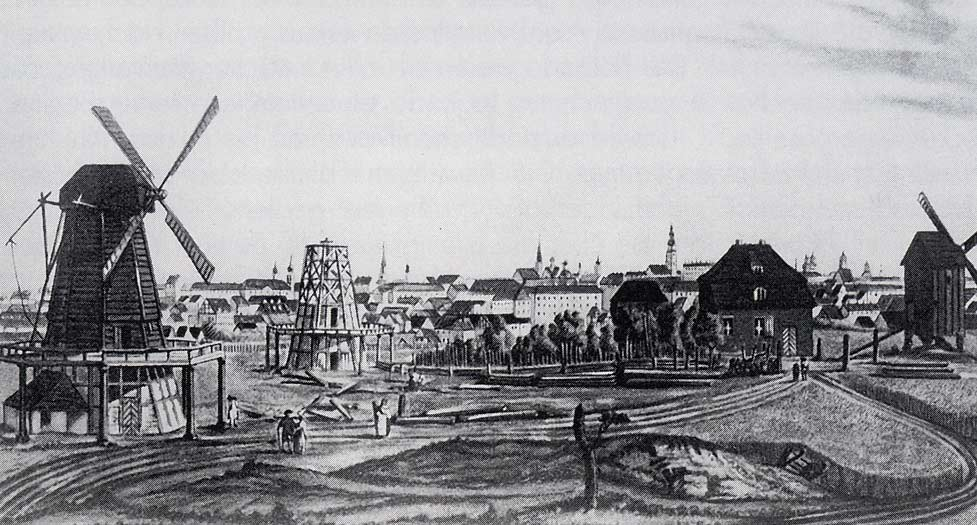
Prenzlauer Windmühlenberg um 1800

Kleinbauern hingegen hatten keine Chance, wirtschaftlich zu überleben. Entweder wurden ihre Felder durch Abtreten der halben Fläche zu klein, um auf dem unfruchtbaren Boden noch wirtschaftlich Landwirtschaft betreiben zu können, oder sie mussten sich hoch verschulden. Diese Bauern spezialisierten sich in den folgenden Jahren vorrangig auf die Weiterverarbeitung agrarischer Erzeugnisse. Landwirtschaftliche Nutzflächen wurden in Bauland verwandelt. Die Königlichen Mühlen wurden 1826 an die Gutsbesitzerfamilie Bötzow verkauft, deren Betrieb sie mit der Industrialisierung zunehmend einstellte. Die Zahl der privaten Windmühlen auf dem sogenannten „Windmühlenberg“ (heute zwischen Schönhauser Allee und Prenzlauer Allee) stieg vorübergehend an, außerdem entstanden einige Schnapsbrennereien. Der Windmühlenberg war der wichtigste Mühlenstandort Berlins. 1872 brannten die letzten beiden Windmühlen ab. Andere Bauern begannen, Bier zu brauen, und so war Prenzlauer Berg in der Mitte des 19. Jahrhunderts auch der bedeutendste Brauereistandpunkt der Stadt. Nicht nur die Wasserqualität der Brunnen war hervorragend, auch eine dicke Tonschicht zur Anlage unterirdischer Kühlräume war vorhanden. So entstanden auch viele Ausflugslokale, Karusselle und eine Kegelbahn (beispielsweise der Prater an der Kastanienallee). Zu einem bedeutenden Wirtschaftsunternehmen entwickelte sich die durch die englische Gesellschaft Berlin-Waterworks-Company 1856 in Betrieb genommene Wasserwerksanlage auf dem Windmühlenberg, die 1873 in das Eigentum der Stadt Berlin überging. Die Anlagen von 1856 wurden erst 1914 endgültig stillgelegt und der Wasserturm war noch bis 1952 in Dienst.

### Erste Planungen

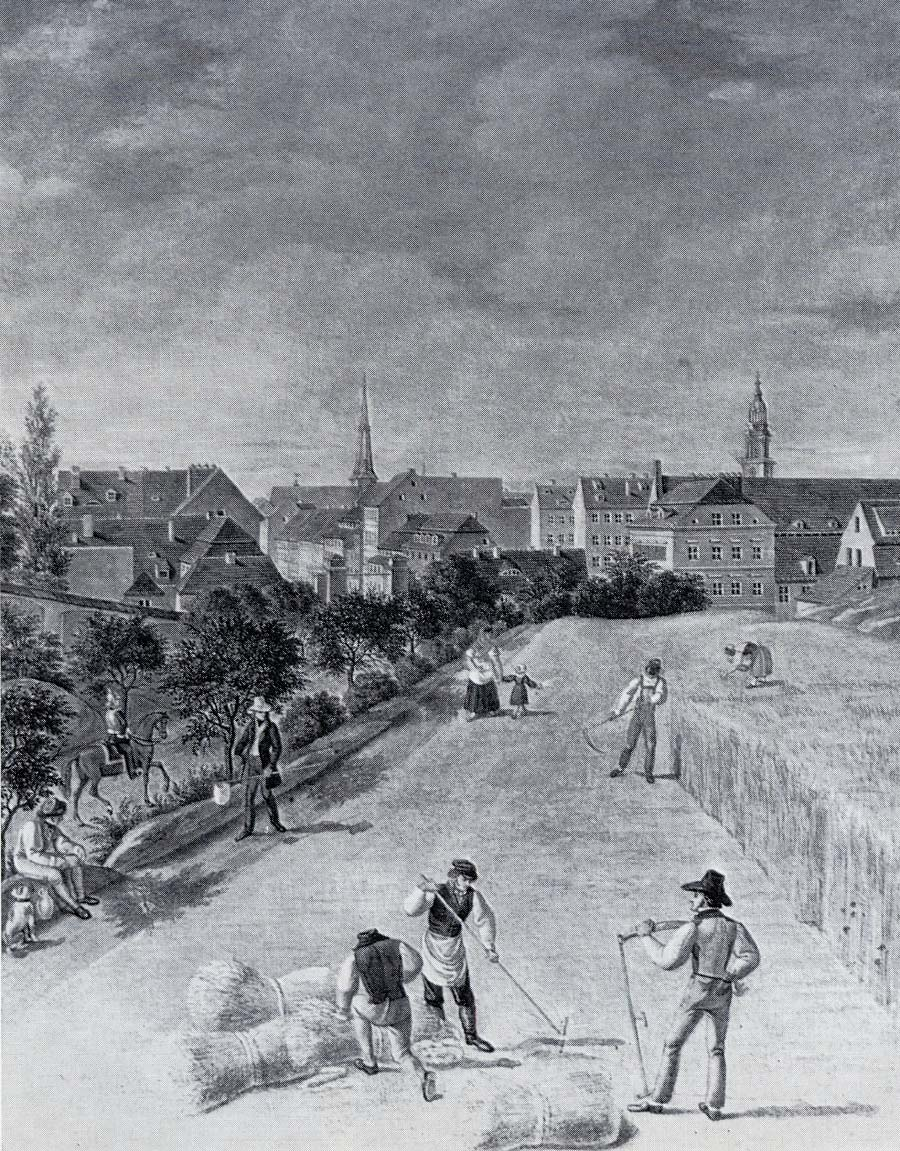
Gegend vor dem Prenzlauer Tor um 1847, von Heinrich Olivier

Im Jahr 1827 beschloss der Berliner Magistrat, dass für das Umland ein Bebauungsplan erstellt werden sollte, da die Stadt innerhalb der Mauern stark wuchs. Zuständig dafür war das Preußische Innenministerium, das gerade Pläne für das bisherige Stadtgebiet fertiggestellt hatte. Der zuständige Oberbaurat Johann Carl Ludwig Schmid teilte das Gebiet um Berlin dazu in fünf Planabschnitte ein, die im Uhrzeigersinn nummeriert wurden. Das Gebiet des heutigen Prenzlauer Berges fiel dabei komplett in den Plan I. Dieser orientierte sich an den bereits im 18. Jahrhundert entstandenen Chausseen (der heutigen Schönhauser Allee, Prenzlauer Allee und Greifswalder Straße), sah aber eine Verdoppelung der Straßenbreite vor. Die Größe der geplanten Grundstücke lässt darauf schließen, dass eine lockere Bebauung mit kleinen Gärten vorgesehen war. Schmid entwickelte den Plan bis 1829 und König Friedrich Wilhelm III. genehmigte ihn im darauf folgenden Jahr. Da der Plan viele große Straßen und Plätze vorsah und die dafür benötigten Grundstücksflächen entschädigungslos von den Bauern bereitgestellt werden sollten, scheiterte der Plan in den folgenden Jahren an deren Widerstand.
Die Flächen im Nordosten Berlins, aus denen heute Prenzlauer Berg besteht, wurden 1829–1831 nach Berlin eingemeindet. Das Gebiet östlich der Prenzlauer Allee wurde dem historischen Stadtteil Königsstadt zugeordnet und aus dem Gebiet westlich der Prenzlauer Allee wurde ein neuer Stadtteil, die Rosenthaler Vorstadt gebildet.
Da die Bevölkerung der Stadt zwischen 1830 und 1840 weiter stark wuchs (von 250.000 auf 330.000 Einwohner), veröffentlichte der Magistrat 1840 einen Plan des Landschaftsarchitekten Peter Joseph Lenné, der einen großen Ringboulevard nur wenige hundert Meter nördlich der vorhandenen Stadtmauern vorsah. Als Landschaftsarchitekt plante Lenné sehr großräumig, ohne an die wirtschaftlichen Interessen der Grundbesitzer zu denken. So war auch dieser Plan zum Scheitern verurteilt. Schon wenige Jahre später zerschnitten erste Eisenbahnlinien den geplanten Boulevard, die Industrialisierung beschleunigte nochmals das Wachstum der Stadt, die in den 1840er Jahren von 330.000 Einwohnern auf 430.000 Einwohner wuchs.

### Hobrecht-Plan für die Umgebung Berlins

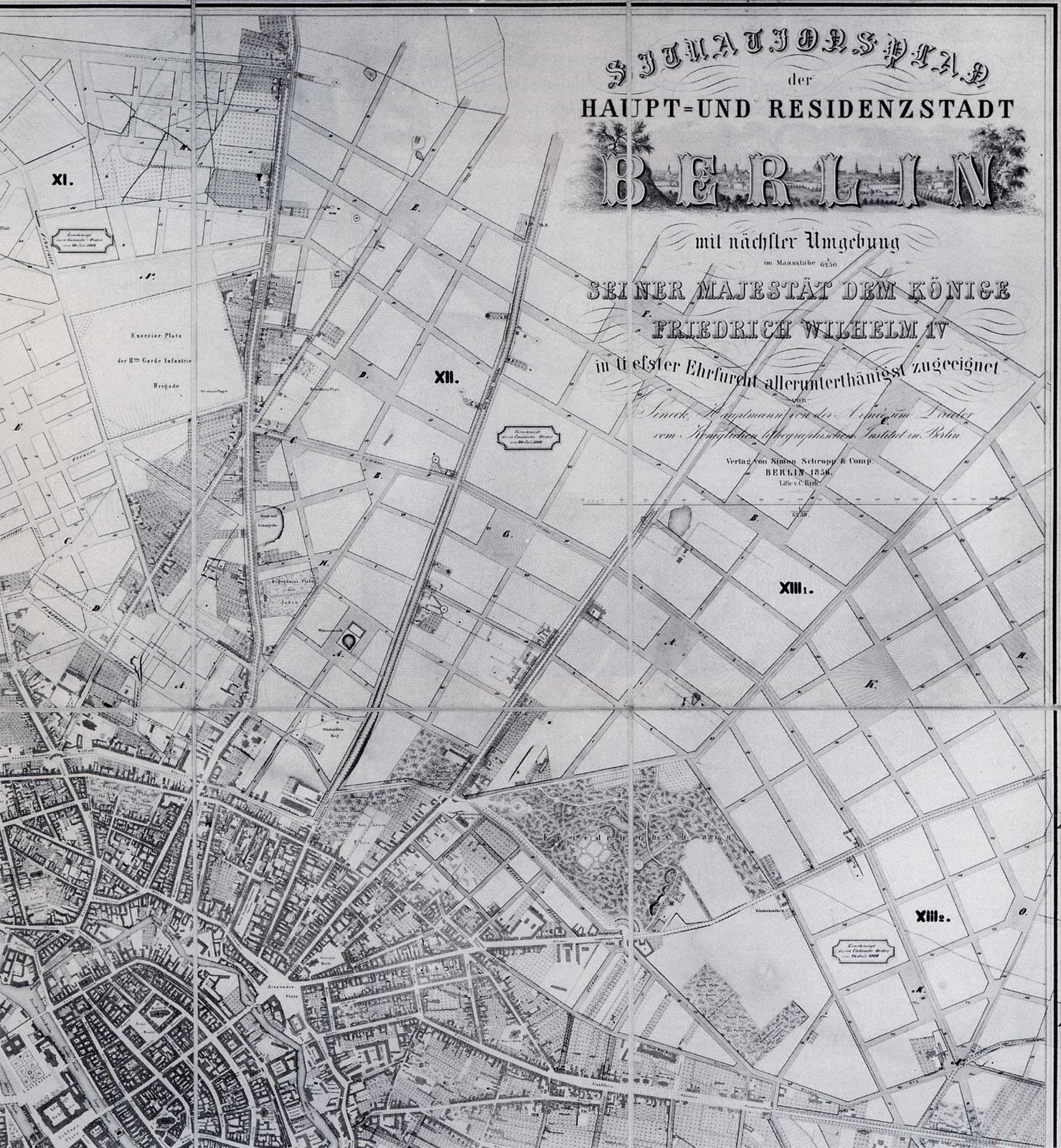
Nordöstlicher Ausschnitt des Hobrecht-Plans

Anfang der 1850er Jahre trug der damalige Bauinspektor Köbicke dann alle älteren Planungen zusammen. Er stellte dabei fest, dass es viele Ungenauigkeiten gab und die Teilung des Umlandes in fünf Planbereiche nicht ausreichend war. Köbicke teilte das Umland in 14 Planabteilungen. Die alte Abteilung I überführte er in die Abteilungen XI, XII und XIII. Das heutige Gebiet „Prenzlauer Berg“ erstreckt sich dabei vom östlichen Bereich der Abteilung XI bis zum westlichen Bereich der Abteilung XIII (XIII–1). 1859 trat James Hobrecht die Nachfolge Köbickes an und veröffentlichte 1862 den Hobrecht-Plan. In diesem war auf den inzwischen zu Berlin gehörenden Gebieten eine Erweiterung der Stadt bis an die Grenzen des Weichbildes und ein grobes Straßennetz mit Straßenbreiten von 19 bis 68 Metern vorgesehen.
Freiräume wurden zum größten Teil auf Magistratsflächen geplant. Trotzdem mussten viele Plätze in den folgenden Jahren verkleinert oder aufgegeben werden, da die Grundstücksbesitzer wiederum unentschädigt bleiben sollten und sich daher wehrten. Neben den vorhandenen Chausseen, die verbreitert werden sollten, erweiterte Hobrecht einen seit 1822 existierenden Feldweg, der bis dahin Communication genannt wurde. Er sollte zusammen mit der Warschauer Straße und der Petersburger Straße Teil eines Ringes um die Stadt werden. Dieser Ring wurde aber nie über diese Straße – die heutige Danziger Straße – hinaus nach Westen verlängert.
Ein zweiter Ring sollte an der Grenze des Weichbildes im Norden verlaufen (heute: Osloer, Bornholmer, Wisbyer und Ostseestraße). Die Bevölkerung kritisierte dies, da man sich nicht vorstellen konnte, dass die Stadt je bis dahin wachsen könnte. 1862 wurde dieser Plan genehmigt und sollte die Grundlage für das Wachstum des Bezirks in den folgenden Jahrzehnten darstellen. Die Planungen beschränkten sich ausschließlich auf die öffentlichen Flächen und trafen keine Beschränkungen bei der Art der Bebauung.

### Erste Bebauungen

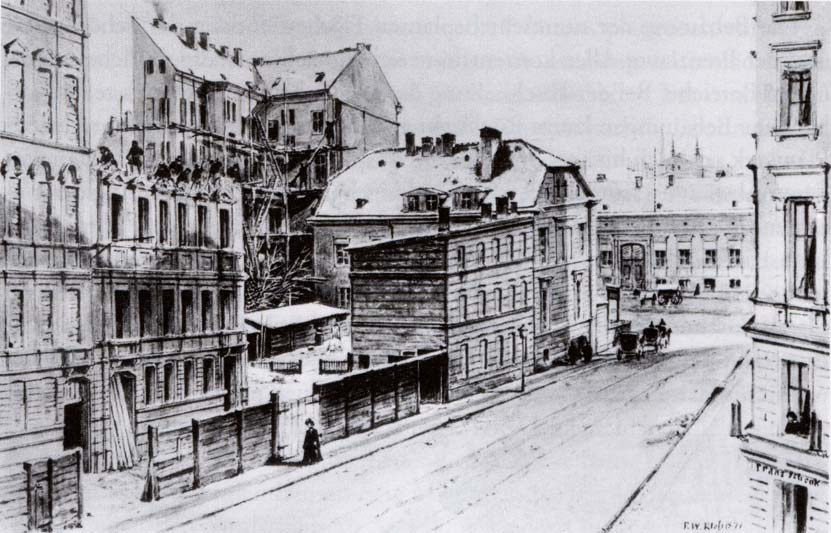
Erste, teils noch niedrige Bebauungen im Süden von Prenzlauer Berg, Christinenstraße, 1871 von Friedrich Wilhelm Klose

Seit den 1840er Jahren bebauten die ersten Berliner die stadtnahen Gebiete zunächst mit kleinen, zweigeschossigen Häusern, deren Dachgeschosse sie später ausbauten, um weiteren Wohnraum zu schaffen. Doch schon Ende der 1850er Jahre wurden diese Gebäude auf die gesamte Grundstücksbreite erweitert, tiefer gebaut und bis auf vier Etagen aufgestockt. In den 1860er Jahren schlossen sich langsam die letzten Lücken, sodass bis zu 300 Meter von der Stadtmauer entfernt geschlossene viergeschossige Häuserzeilen entstanden waren. Noch vorhandene Einzelgebäude riss man in dieser Zeit nach und nach ab und ersetzte sie durch größere Gebäude. Die Fassaden waren einfach und hatten wenige Verzierungen und nur selten Balkone. Hinter den Vorderhäusern entstanden nun Wirtschaftsgebäude und Werkstätten, die in der folgenden Zeit auf zwei Etagen aufgestockt und über einen Seitenflügel mit dem Vorderhaus verbunden wurden. Ihre Nutzung als Wohnraum untersagten die Behörden aber größtenteils noch. Erst in den 1870er Jahren wurden mehrgeschossige Hinterhäuser und Seitenflügel als Wohnraum üblich. Die volle Höhe erreichen sie jedoch erst in den 1880er Jahren und bis zur Jahrhundertwende war diese Bauart Standard.

### Die Gründerzeit: schnelles Wachstum

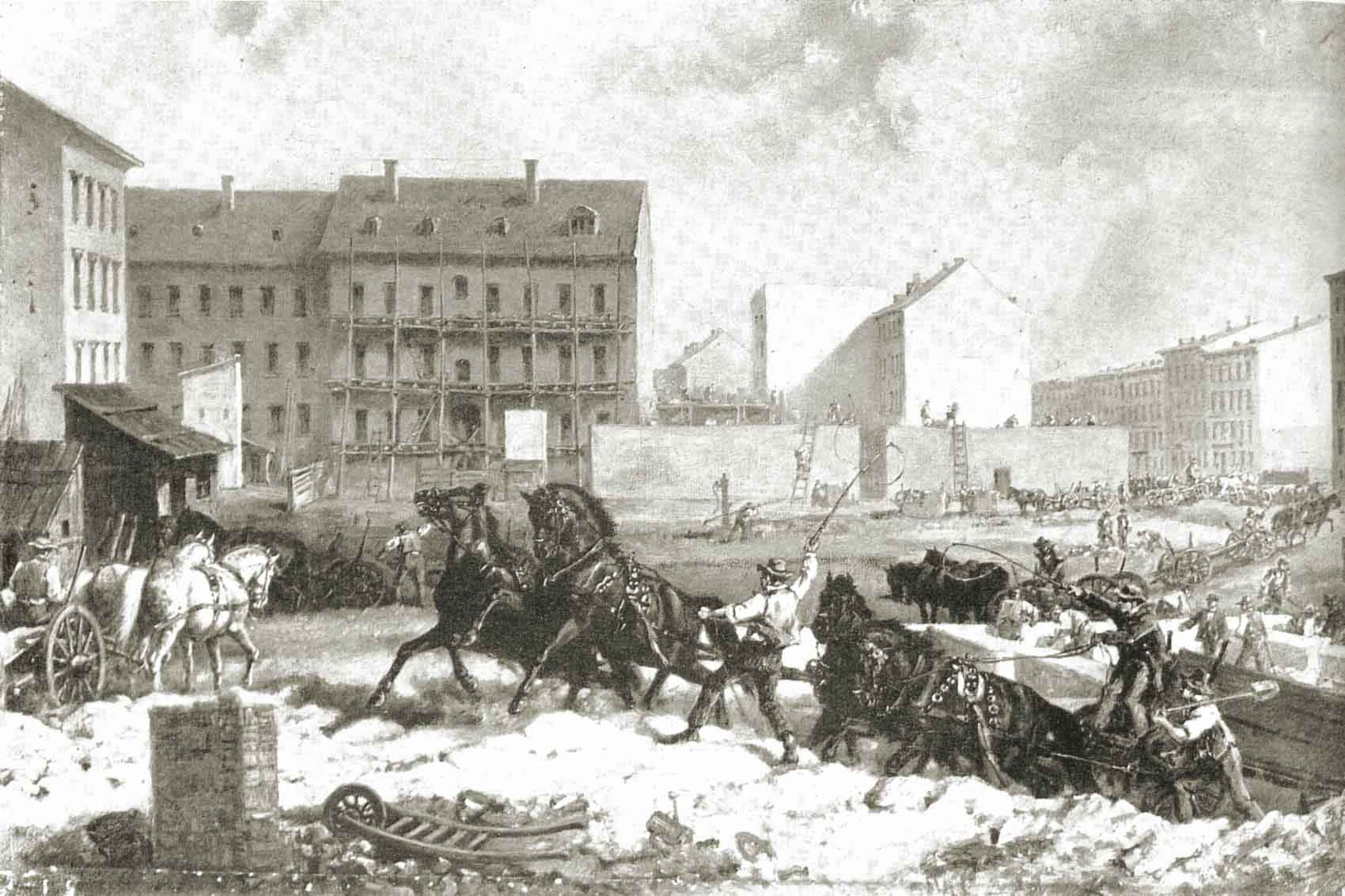
Tempo der Gründerzeit – von Friedrich Kaiser

Die Stadt wuchs in den 1870er Jahren fortwährend, nicht zuletzt durch die fünf Milliarden Goldfranc Kriegsentschädigung nach dem Deutsch-Französischen Krieg und die Ernennung Berlins zur Reichshauptstadt 1871. Lebten 1870 noch 800.000 Menschen in Berlin, konnte sich die Stadt schon in der zweiten Hälfte der 1870er Jahre zu den weltweit sieben Millionenstädten zählen. Die umfangreiche Bautätigkeit wurde von sogenannten „Terraingesellschaften“ vorangetrieben, die sich über zuvor eingesammeltes Kapital finanzierten, die Baustellen vorbereiteten, damit handelten, in der Regel aber nicht selbst bauten. Als Ausnahme agierte der Deutsch-Holländische Actien-Bauverein, der eine Beschleunigung der Bautätigkeit dadurch erreichte, dass er selbst baute und die sonst von vielen Einzelfirmen erledigten Arbeiten in einem durchrationalisierten Prozess zu industrialisieren suchte. Er errichtete unter anderem auf dem Gelände des heutigen Helmholtzplatzes eine eigene Ziegelei. So konnte ein ganzes Grundstück in nur einem halben Jahr vom ersten Spatenstich für Hinterhaus und Seitenflügel bis zur Fertigstellung des Vorderhauses fünfgeschossig bebaut werden.

### Kurze Rezession und städtische Baumaßnahmen

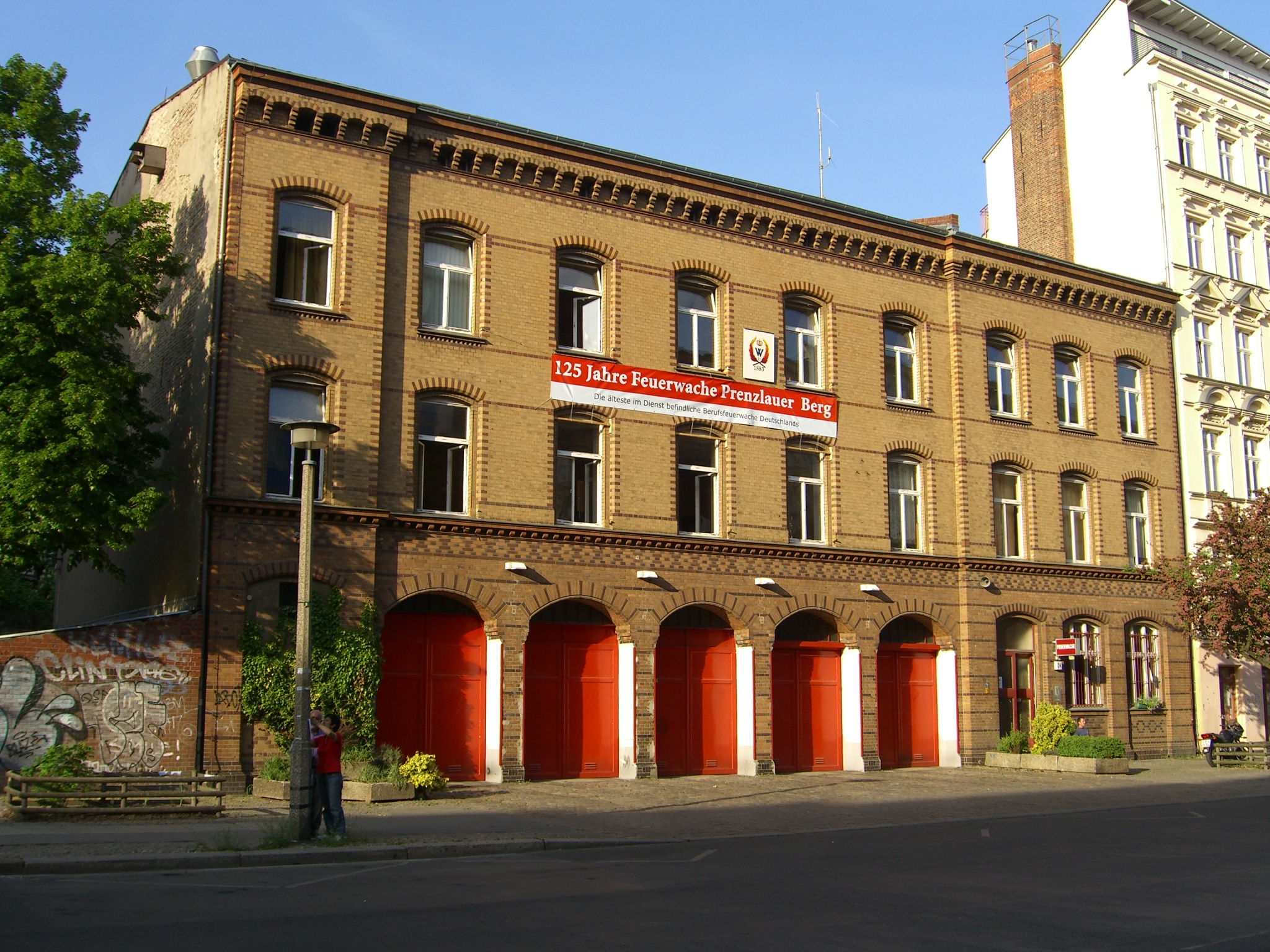
Feuerwache Prenzlauer Berg im Jubiläumsjahr 2008

Ab 1870 erteilten die Behörden nur noch Baugenehmigungen, wenn die Straße befestigt und gepflastert war. Im Jahr 1873 kam es zu einem großen Börsenkrach (Gründerkrach) mit folgender Rezession. Die Bautätigkeit in Prenzlauer Berg nahm daraufhin rapide ab. Der Deutsch-Holländische Actien-Bauverein konnte zwischen 1873 und 1876 noch 34 Häuser rund um den heutigen Kollwitzplatz fertigstellen, obwohl auch er 1875 in Konkurs ging. Da man die eigenen Versäumnisse bei der Besiedlung des Gebietes erkannt hatte, und um die Bauwirtschaft anzukurbeln, begann die Stadt in den späten 1870er Jahren damit, den späteren Prenzlauer Berg zu erschließen. Im Anschluss an die in diesem Bereich schon 1867 fertiggestellte Ringbahn ließ man auf einem 20 Hektar großen Gelände zwischen Ringbahn und Danziger Straße die IV. Gasanstalt der Stadt errichten. Der erste Gasbehälter war 1874 fertiggestellt, bis 1900 folgten fünf weitere.
Zwischen 1878 und 1881 ließ der Magistrat auf einem knapp 48 Hektar großen Gelände östlich der Landsberger Allee den Central-Vieh- und Schlachthof, ebenfalls mit Bahnanschluss, errichten. Für viele Jahrzehnte war er eine der modernsten europäischen Anlagen dieser Art. Im Jahr 1883 entstand ein Feuerwehrdepot in der Oderberger Straße, die spätere Feuerwache Prenzlauer Berg. Im Jahr 1886 folgten an der Prenzlauer Allee das Städtische Hospital (seit 1934 Bezirksamt Prenzlauer Berg) und das Städtische Obdach als Notschlafstelle. Ab 1889 wurden im Stadtgebiet 14 Markthallen errichtet, um den Verkauf an zentrale Stellen zu verlagern und somit die Qualität der Waren überwachen zu können. In der Knaackstraße entstand die Markthalle XIII, die jedoch zu groß bemessen und aufgrund der hohen Standgebühren sehr schlecht ausgelastet war. Schon 1916 nutzte man das Gebäude für andere Zwecke. Auch um die Frage der Kanalisation kümmerte sich James Hobrecht – ab 1873 wurde sein Kanalisationsplan umgesetzt. Die großen Alleen in Prenzlauer Berg waren um 1885 kanalisiert, in den kleineren Straßen dauerte dies noch einige Jahrzehnte länger.
Trotz der verstärkten öffentlichen Bautätigkeit erholte sich die Bauwirtschaft auch in den 1880er Jahren nur langsam. Die in den Jahren des Aufschwungs gebauten Wohnungen erwiesen sich als zu groß für den Normalverdiener, und so baute man nun vorrangig Häuser mit kleiner zugeschnittenen Wohnungen.

### Erneuter Aufschwung
Mitte der 1890er Jahre erholte sich die Bauwirtschaft, und zur Jahrhundertwende erreichte die Bebauung die Danziger Straße. Die Investoren ließen die neu erschlossenen Grundstücke sehr dicht bebauen, sodass man sich gezwungen sah, Ende des 19. Jahrhunderts einige Einschränkungen in der Bauordnung zu erlassen. Im Jahr 1887 verbot der Magistrat das Errichten von Kellerwohnungen (es gab rund 100.000 Wohnungen dieser Art in ganz Berlin), und 1897 gab es erstmals Vorschriften für größere Innenhöfe, sodass sich nun meist zwei Nachbargrundstücke einen Innenhof teilten, um den Anforderungen zu genügen. Die verbreitete Praxis, einen Hof mit zwei Seitenflügeln zu umbauen, wurde somit unterbunden. Trotzdem durften weiterhin zwei Drittel des Grundstücks bebaut werden, bei bereits bebauten Grundstücken lag diese Grenze sogar bei drei Vierteln.
In den Jahren um 1900 gab es wieder eine starke Bautätigkeit. Zwischen 1895 und 1910 entstanden Jahr für Jahr etwa 100 neue Häuser, auch die Seitenstraßen wurden nun dicht bebaut. In dieser Zeit ähnelten sich die Häuser immer mehr, und das typische Prenzlauer-Berg-Haus entstand: Das 18 Meter breite Grundstück war auf voller Breite mit einem fünfgeschossigen Vorderhaus bebaut, in dessen Erdgeschoss Ladengeschäfte untergebracht waren. Darüber befanden sich pro Etage zwei Wohnungen, von der eine einen länglichen Raum hatte, der in den Seitenflügel hineinragte und von einem Fenster dort das Licht bekam; heute sind diese Räume unter der Bezeichnung „Berliner Zimmer“ bekannt. Mit dem Nachbargrundstück teilte man sich einen Hinterhof – das wohl typischste Zeichen der sogenannten „Mietskasernen“, von denen es in Prenzlauer Berg noch heute über 3000 gibt. Im Hinterhaus gab es pro Etage meist vier Wohnungen für ärmere Bevölkerungsschichten. Insgesamt bestand ein solches Haus also aus ein bis zwei Läden und 30 bis 40 Wohnungen. Je mehr sich der Aufbau der Häuser glich, umso mehr wurden sie individuell verziert. Die aufkommende industrielle Produktion verschiedener genormter und daher zueinander passender Fliesen sorgte dafür, dass jedes Haus anders wirkte.

### Vorantreiben der Bautätigkeit

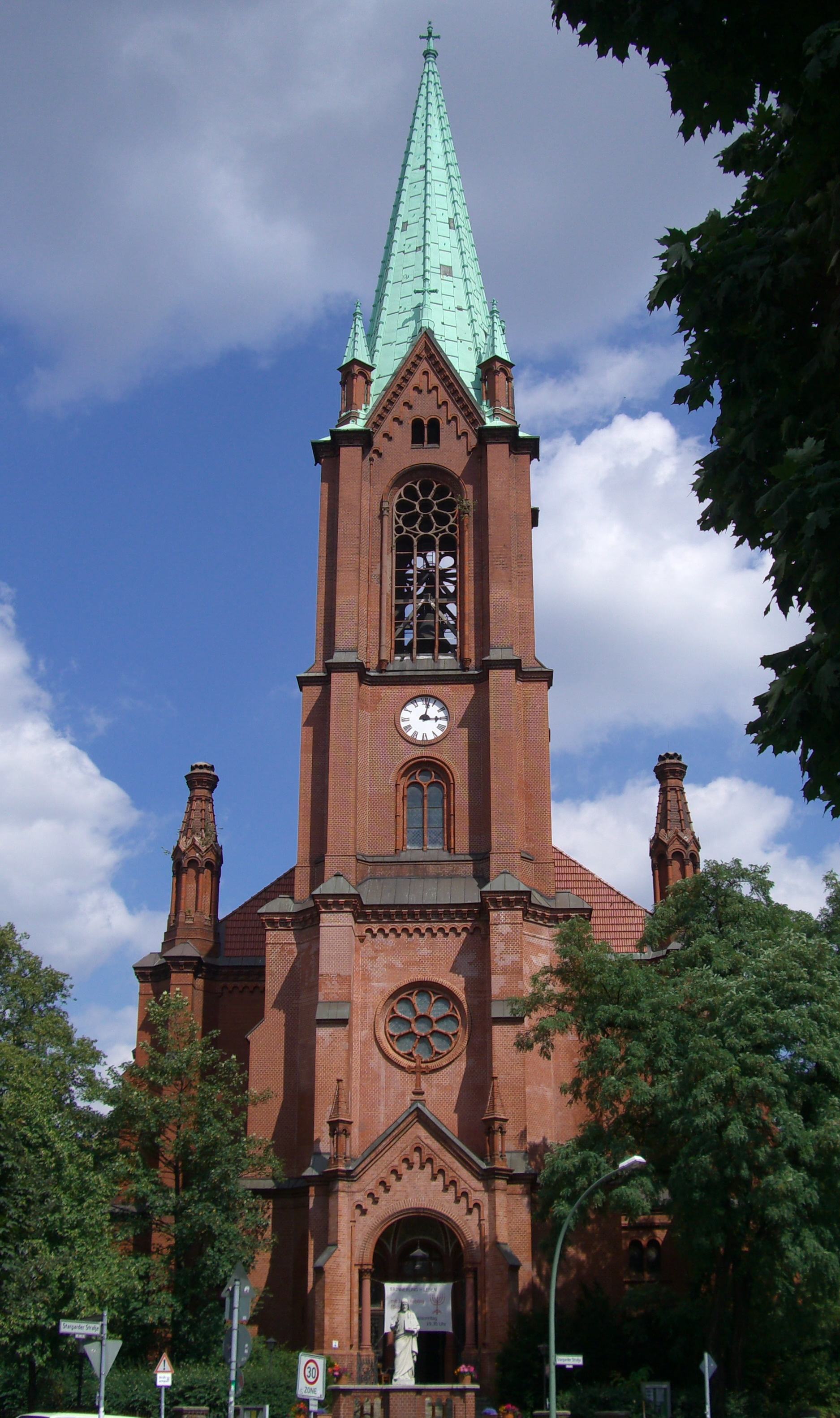
Gethsemanekirche von August Orth, 1893

Die Grundbesitzer forcierten häufig die Bautätigkeit in diesen Gebieten. Die bereits erwähnten Familien Griebenow, Büttner und Bötzow taten viel, um ihre Grundstücke gut verkaufen zu können. Sie gaben nun freiwillig Flächen für Straßen an die Stadt ab und stifteten Grundstücke für den Kirchenbau. So entstand die Immanuelkirche an der Prenzlauer Allee 1893 in völlig unbebautem Gebiet, und auch um die im gleichen Jahr eingeweihte Gethsemanekirche des Architekten August Orth befand sich zu dieser Zeit noch keine Bebauung. Beide Grundstücke schenkten die Großgrundbesitzer den Kirchgemeinden: das Gelände der Immanuelkirche kam von der Familie Bötzow, das Gelände der Gethsemanekirche von der Witwe Griebenows, Caroline von Griebenow. Beide Schenkungen sollten sich rentieren, waren die umliegenden Gebiete doch schon Ende der 1890er Jahre vollständig bebaut. Des Weiteren ist dort in der Nähe auch die von Max Hasak 1904 erbaute römisch-katholische Ss.-Corpus-Christi-Kirche mit dem Heldenaltar (1916) von Martin von Feuerstein.
Der bereits 1877 komplettierten Ringbahn kam nun eine neue Bedeutung zu. Errichtet als Verbindung der Berliner Kopfbahnhöfe und der Vorstädte untereinander, wurde sie nun Teil des innerstädtischen Nahverkehrs. Nachdem ab dem 1. Januar 1872 der Personenverkehr zwischen Moabit und Schöneberg aufgenommen worden war, baute man 1890 den Nordring viergleisig aus, um Güter- und Personenverkehr zu trennen. Da die innerstädtischen Industriebetriebe – die das starke Wachstum von Prenzlauer Berg auslösten – nun nach und nach in die Berliner Randbezirke zogen, verstärkte sich das Verkehrsaufkommen weiter. So wurde die Bahn bereits 1892 von 30 Millionen Fahrgästen genutzt.

### Abschwung der Bauwirtschaft

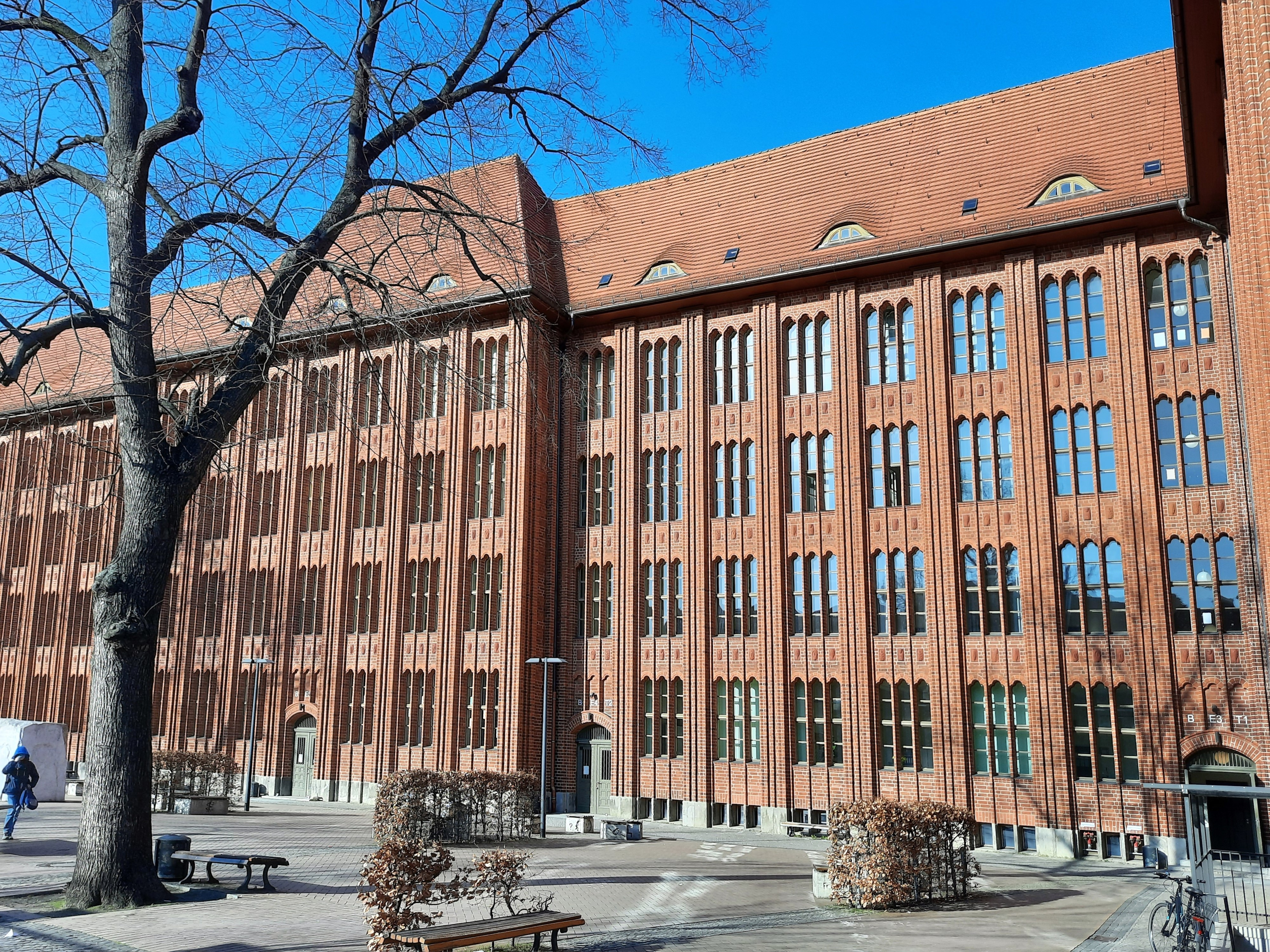
Heinrich-Schliemann-Gymnasium, Ludwig Hoffmann, 1913

Um 1900 hatte Berlins Einwohnerzahl die Zwei-Millionen-Grenze erreicht und wuchs weiterhin um rund 50.000 pro Jahr. Die Stadt hatte das Wachstum aber inzwischen im Griff, es entstanden Schulen und andere öffentliche Einrichtungen, und 1908 war die Kanalisation endgültig fertiggestellt. In den Jahren vor dem Ersten Weltkrieg verlor Prenzlauer Berg an Bedeutung. Dazu trug die schlechte Anbindung an die Innenstadt bei, denn es gab zwar die Ringbahn, aber keine Schnellbahn ins Zentrum. Es existierten nur langsame Pferdeomnibuslinien. Später wurden sie zwar zu Pferdeeisenbahnlinien ausgebaut, aber dennoch waren sie der mobilen Bevölkerung zu langsam. Planungen für eine Hochbahn vom Alexanderplatz zum Ring existierten zwar seit Anfang des Jahrhunderts, doch wehrten sich die Anlieger der Schönhauser Allee gegen die Ausführung der Bahn als Hochbahn statt als Untergrundbahn. Gegen diese Stimmen beschloss der Magistrat im Februar 1906 die Ausführung als Hochbahn, die Anlieger wehrten sich aber weiterhin, indem sie notwendige Grundstücke für den Bahnhofsbau nicht verkauften. So konnte die Linie erst am 27. Juli 1913 eröffnet werden. Die auf Mobilität angewiesene Bevölkerung zog es deshalb in die gut erschlossenen westlichen Vorstädte Schöneberg, Charlottenburg und Wilmersdorf.
Die Bautätigkeit in Prenzlauer Berg nahm zu Anfang der 1910er Jahre ab und kam 1914 mit dem Ausbruch des Ersten Weltkriegs ganz zum Erliegen. Als der Krieg 1918 endete, herrschte daher wieder einmal große Wohnungsnot. Die Wirtschaft lag am Boden, und viele der Kriegsheimkehrer zog es in die Großstädte. Das bisher wenig genutzte Obdachlosenasyl an der Prenzlauer Allee, die Palme (so genannt, weil anfangs eine Palme in einem Kübel am Einlass gestanden haben soll) stieß an die Grenzen seiner Kapazität – häufig nächtigten hier über 4000 Menschen. Die neue sozialdemokratische Regierung versuchte zudem, den Wohnungsbau sozialer zu gestalten, indem sie das Baurecht verschärfte und Höchstmieten festlegte. Durch diese staatliche Regulierung kam es bis Anfang der 1920er Jahre kaum zu Neubauten.

### Zusammenschluss zu Groß-Berlin

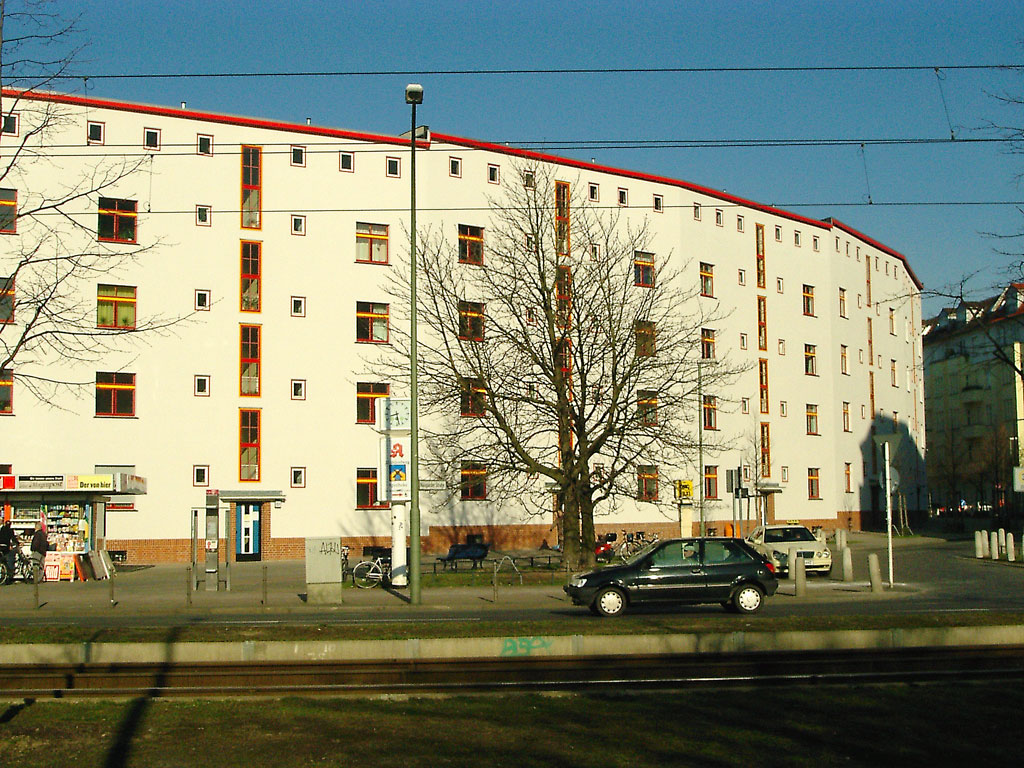
Wohnanlage der GEHAG, Bruno Taut 1927/1928

Einschneidend für die Geschichte Berlins ist der 1. Oktober 1920, an dem – nach über zehnjährigem Ringen – Groß-Berlin gegründet wurde. Das alte Berlin und sieben weitere Stadtgemeinden, 59 Landgemeinden und 27 Gutsbezirke fasste das Gesetz über die Bildung einer neuen Stadtgemeinde Berlin nun auch organisatorisch zu einer Stadt zusammen, nachdem sie bereits zusammengewachsen waren. Das neue Berlin war damit der Fläche nach zur zweitgrößten Stadt der Welt hinter Los Angeles geworden und war mit 3,8 Millionen Einwohnern die drittgrößte Stadt der Welt nach London und New York. Die Stadt wurde in 20 Bezirke eingeteilt, von denen einer das Prenzlauer Tor (Bezirk IV) mit rund 10 km² und 300.000 Einwohnern war. Schon ein Jahr später benannte man den Bezirk in Prenzlauer Berg um.
Da durch die staatlichen Restriktionen kaum jemand baute, wurde in der Weimarer Republik nach der Inflation von 1923 ein Wohnungsbauprogramm gestartet. Weil das Immobilienvermögen im Gegensatz zum Geldvermögen durch die Inflation nicht geschmälert wurde und die Hausbesitzer so von der Inflation profitiert hatten, mussten sie nun auf eingenommene Mieten eine Hauszinssteuer zahlen. Diese Gelder kamen der neu gegründeten Wohnungsfürsorgegesellschaft zugute, die billige Kredite für Wohnungsneubauten vergab. So kam es ab Mitte der 1920er Jahre wieder zu einer verstärkten Bautätigkeit, vor allem nördlich der Ringbahn, aber auch an anderen Stellen wurden Baulücken geschlossen.

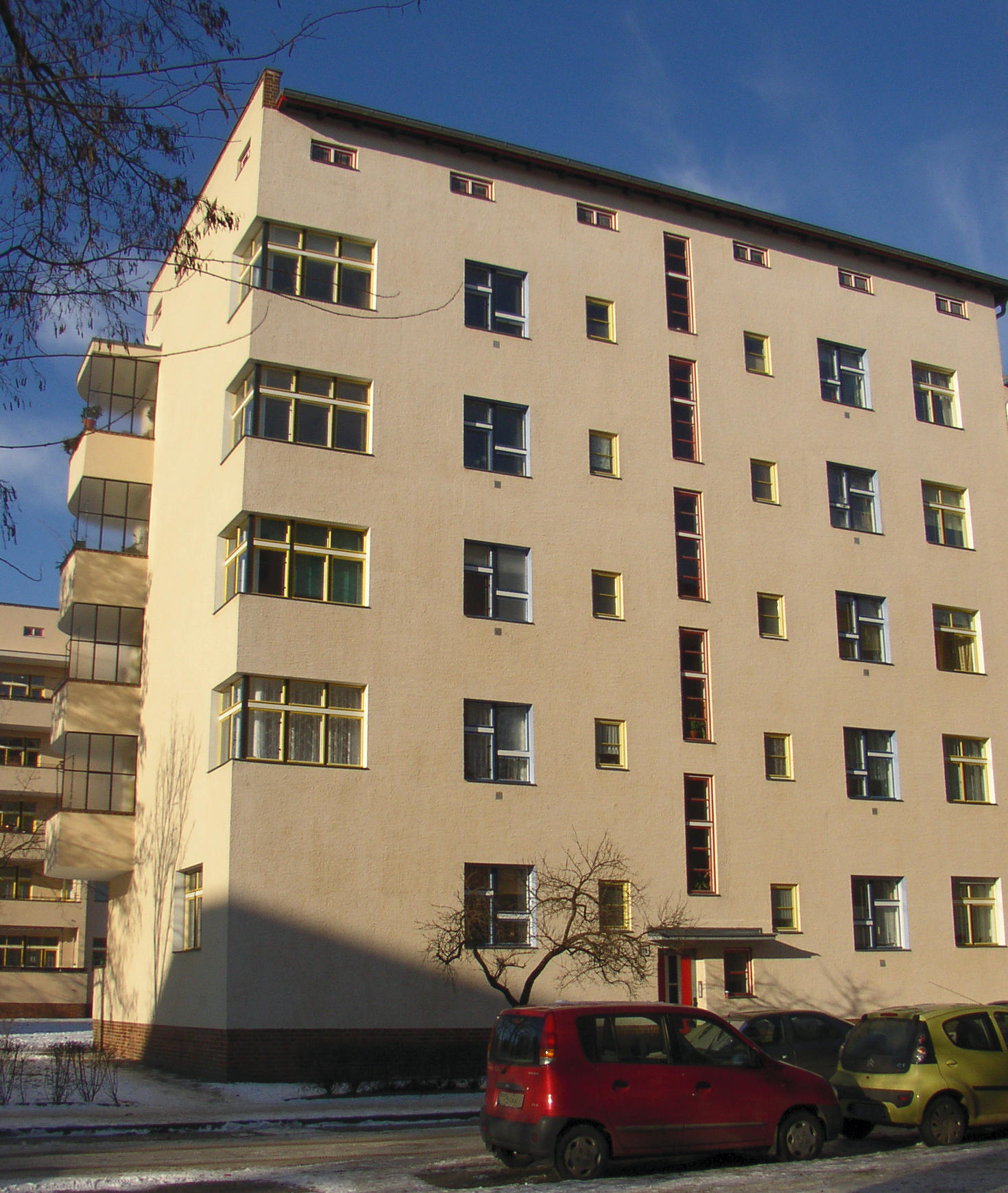
Wohnstadt Carl Legien

Die Bauten aus dieser Zeit unterscheiden sich stark von den Gebäuden der Zeit vor dem Ersten Weltkrieg. Beim Entwurf der Neubauten wurde vor allem auf soziale Gesichtspunkte geachtet; sie wurden mit dem Ziel gestaltet, die Lebensbedingungen der darin wohnenden Menschen zu verbessern. Die Architekten der jüngeren Generation entwickelten die Formen des modernen, des „Neuen Bauens“. Auf die Ornamente der Vorkriegszeit wurde verzichtet, die Häuser zeichneten sich durch einfache, unverzierte Außenseiten aus. Während früher jedes Grundstück durch eine individuelle Gebäudefront auffiel, gab es nun vereinheitlichte, in serieller Machart ästhetisierte Baukörper. Das bisher benutzte Schrägdach wurde durch Flachdächer ersetzt. So entstanden Ende der 1920er Jahre Tausende neuer Wohnungen in Prenzlauer Berg. Zu den bekanntesten Berliner Siedlungen dieser Zeit gehören die von Bruno Taut und Franz Hoffmann 1927/1928 errichtete GEHAG-Siedlung (siehe Foto) zwischen Greifswalder, Grell- und Rietzestraße in der Nähe des S-Bahnhofs Greifswalder Straße und die Wohnstadt Carl Legien (Bruno Taut und Franz Hillinger, 1928 bis 1930), ebenfalls in der Erich-Weinert-Straße (zwischen Gubitz- und Sültstraße). Letztere gehört exemplarisch mit fünf weiteren Siedlungen zum UNESCO-Weltkulturerbe Siedlungen der Berliner Moderne. Weitere Beispiele sind Tauts Wohnanlage in der Paul-Heyse-Straße im östlichen Teil des Bezirks (1926/1927) sowie der Bereich der nördlichen Dunckerstraße (Gudvanger Straße bis Wisbyer Straße) erbaut zwischen 1926 und 1928 von Paul Mebes, Paul Emmerich, Eugen Schmohl und anderen, eines der bis dato modernsten Wohnviertel Berlins.
Da sich das Stadtwachstum inzwischen auf weiter außen liegende Bereiche verlagert hatte, blieb die Bevölkerungszahl von Prenzlauer Berg konstant, und die neuen Wohnungen nutzte man, um die vorher herrschende Überbelegung zu reduzieren.

### Das Ende der Bautätigkeit

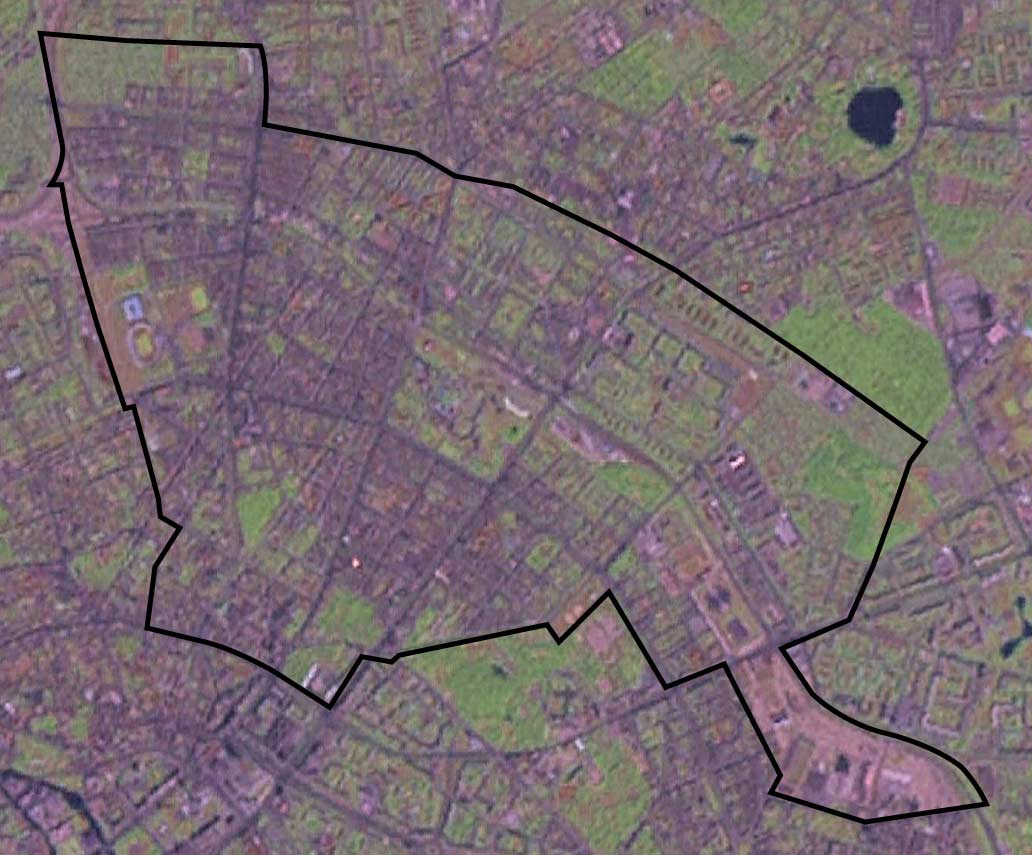
Aktuelles Satellitenbild
Über 80 % aller Wohnungen entstanden vor 1948.

Ende der 1920er Jahre erreichte die Weltwirtschaftskrise Deutschland. Eine der Notverordnungen von Reichskanzler Heinrich Brüning kürzte die Hauszinssteuer, sodass der Hauptmotor des Wohnungsbauprogramms wegfiel. Damit endet auch das Kapitel der massiven Überbauung. Zu diesem Zeitpunkt lebten in Prenzlauer Berg über 325.000 Menschen in 100.000 Wohnungen – Experten gehen davon aus, dass Prenzlauer Berg zu dieser Zeit eines der am dichtesten besiedelten Gebiete der Welt war, und das, obwohl ein Viertel der Fläche noch immer unbebaut und zur Bebauung vorgesehen war. Eine Statistik vom Anfang des Jahrhunderts zeigt, wie dicht Berlin besiedelt war. So lebten in London pro Haus im Schnitt gerade einmal acht Menschen, in New York 17 – im gesamten Berlin waren es 76 und in Prenzlauer Berg um die 110. Ein Ende der starken Berliner Bautätigkeit war damals aber noch nicht absehbar – aus dem Jahr 1913 existieren Wohnungsplanungen für Berlin für 21 Millionen Menschen.
Auch nach der „Machtergreifung“ der Nationalsozialisten änderte sich nichts am massiven Baurückgang. Das Stadtbild von Prenzlauer Berg veränderte sich so in den 1930er Jahren kaum. Einige provisorische Gebäude ersetzte man durch Neubauten, die Siedlungen zwischen Eberswalder und Topsstraße (1937) und an der heutigen Anton-Saefkow- und John-Schehr-Straße (1939) entstanden, viele Straßen und Bürgersteige wurden saniert. Mit Beginn des Zweiten Weltkriegs kam die Bautätigkeit völlig zum Erliegen.
Während dieser Zeit verübten die Nationalsozialisten ihre Gräueltaten auch in Prenzlauer Berg. Auf dem Gelände des Wasserturms im Zentrum des Bezirks entstand für einige Monate ein sogenanntes „Wildes Konzentrationslager“ zur Folterung und Ermordung von Gegnern des Regimes. Die Zahl der jüdischen Bewohner sank von über 20.000 schon bis 1939 auf unter 10.000. Nach Juden benannte Straßen benannten die Machthaber um. Jüdische Kinder durften keine öffentlichen Schulen mehr besuchen, weshalb die Schülerzahl in der 1904 gegründeten jüdischen Schule in der Rykestraße von 170 auf 750 stieg, bis auch diese 1941 schließen musste.

### Nach dem Zweiten Weltkrieg

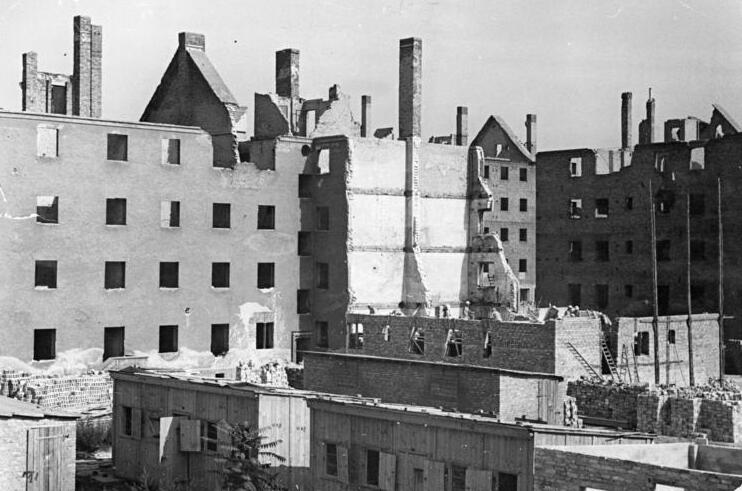
An der heutigen John-Schehr-Straße zwischen Greifswalder Straße und Kniprodestraße, 1951

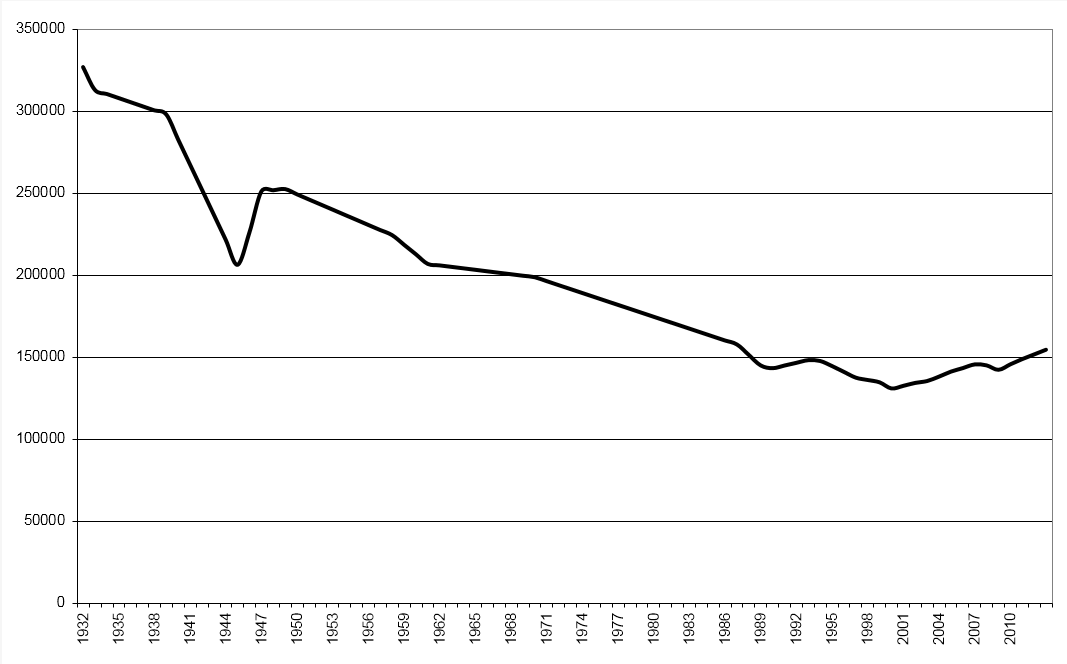
Einwohnerentwicklung Prenzlauer Berg, 1932–2013

Unmittelbar nach dem Zweiten Weltkrieg ließ die neue Verwaltung eine Schadensbilanz erstellen und jedes Haus klassifizieren. Da Prenzlauer Berg keine Flächenbombardements ertragen musste, fiel diese Bilanz im Gegensatz zu anderen Bezirken relativ günstig aus. Rund 10 % der Gebäude galten als vollkommen zerstört, 7 % als schwer beschädigt und 11 % als „wiederherstellbar“. 72 % der Gebäude hingegen waren gar nicht oder nur leicht beschädigt und bewohnbar. Andere innerstädtische Bezirke wie Mitte und Tiergarten hatten 50 % Verlust an Bausubstanz zu beklagen, das von der Bebauung her ähnliche Friedrichshain 40 %. Von Zerstörungen besonders betroffen waren strategische Ziele, also das Gaswerk, Bahnanlagen, wichtige Zufahrtsstraßen und z. B. der Block zwischen Schönhauser Allee, Franseckystraße (heute: Sredzkistraße), Tresckowstraße (seit 1952 Knaackstraße) und Wörtherstraße, in dessen Inneren sich eine Luftwaffenschule befand.
Weitere Zerstörungen waren Resultat der Kampfhandlungen Ende April/Anfang Mai 1945. Die Gebäude des Blocks zwischen dem späteren Volkspark Friedrichshain, der Danziger und Kniprodestraße wurden von der SS gesprengt, um ein besseres Schussfeld von den Flakbunkern im Friedrichshain zu erreichen. Zahlreiche Eckgebäude, in denen sich SS und Wehrmacht verschanzt hatten (Beschuss der Straßenfluchten), wurden durch Artilleriebeschuss zerstört.
Schon relativ schnell begannen die Hausbesitzer, die Schäden zu reparieren und Lücken zu schließen. Sie gingen dabei behutsam vor, sodass der Gründerzeitstil erhalten blieb. Fassaden wurden zwar meist vereinfacht wiederhergestellt, Neubauten fügten sich aber in Größe und Form gut ins Stadtbild ein.
Im Mai 1945 nahm die sowjetische Kommandantur für Prenzlauer Berg ihren Sitz in den Bauten des Bezirksamtes an der Prenzlauer Allee. Der Bezirk lag fortan im Sowjetischen Sektor. Der Geheimdienst NKWD richtete im Keller des vormaligen Gesundheitsamtes, dem „Haus 3“, eine Untersuchungshaftanstalt ein. Im Unterschied zur Praxis in den Zonen der westlichen Alliierten kamen in die sowjetischen Speziallager auch Menschen, die weder NS-Rädelsführer noch Kriegsverbrecher waren, sondern durch anti-sowjetische Äußerungen aufgefallen waren. Ab 1946 waren kaum noch ehemalige Nationalsozialisten zwecks Überstellung in die Speziallager unter den Verhafteten. Die Haftanstalt entwickelte sich zu einem Teil des sowjetischen Repressionssystems. Nach dem Abzug der sowjetischen Dienststellen, konnte die Bezirksverwaltung nur in die Hälfte der Bauten zurückkehren. Die andere Hälfte entlang der Prenzlauer Allee übernahm die Verwaltung Groß-Berlin der Staatssicherheit. Den Haftkeller benutzte die Staatssicherheit der DDR bis 1956, den gesamten Komplex bis in den Oktober 1985. Heute erinnert ein künstlerisches Denkzeichen (siehe: Prenzlauer Allee) an dieses Kapitel der deutschen Geschichte.
In den 1950er Jahren wurde der Neubau von zeilenfüllenden Wohnhäusern und Wohnsiedlungen fortgesetzt, wobei vor allem die noch unbebauten Flächen, etwa nördlich der Wohnstadt Carl Legien genutzt wurden. Im Bereich der Ostseestraße entstand 1950–1955 unter anderem ein Wohnkomplex im Stil des sozialistischen Klassizismus, der aufgrund der besonderen Architektur als Baudenkmal eingestuft ist.

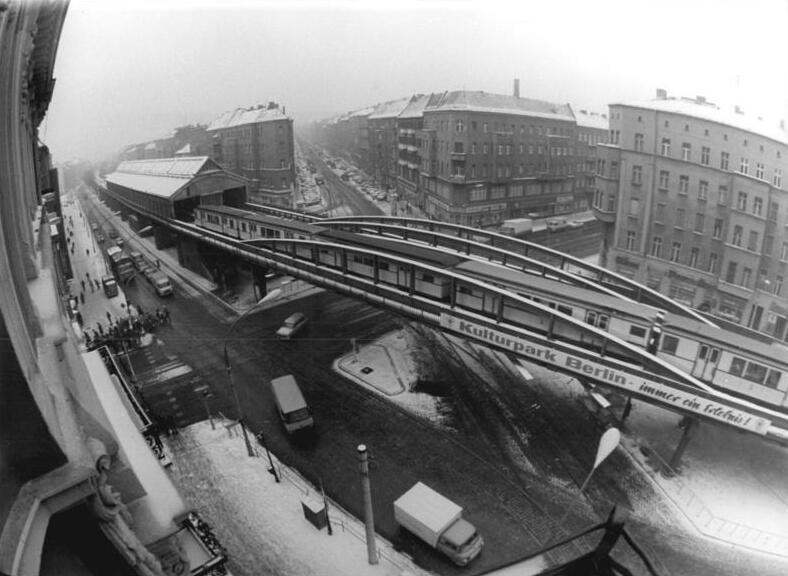
Schönhauser Allee Ecke Dimitroffstraße (heute: Danziger Straße), 1980

Einen tiefen Einschnitt in die Stadtstruktur brachte der Bau der Berliner Mauer am 13. August 1961. Die trotz der Spaltung Berlins im Alltagsleben eng verbunden gebliebenen Bezirke Wedding und Prenzlauer Berg wurden über Nacht getrennt. Entlang der Grenze entstand ein Sperrgürtel.
Mit dem Berlin-Konzept der Konzentration auf das Zentrum um den Alexanderplatz förderte die DDR-Führung die großen Chausseen Schönhauser Allee, Prenzlauer Allee und Greifswalder Straße. Den Wohnarealen dazwischen widmete sie sich nicht. Die Ignoranz des baufälligen Zustands vieler Altbauten führte dazu, dass man teilweise nicht einmal mehr wusste, welche Wohnungen noch bewohnbar beziehungsweise bewohnt waren. Die Einwohnerzahl sank rapide – vor allem junge Familien mit Kindern verließen den Bezirk, um eine ihnen zugewiesene moderne Plattenbauwohnungen zu beziehen. Allgemein waren Wohnungen in Berlin knapp und mit ein wenig Einsatz und Durchhaltewillen kam man in Prenzlauer Berg schneller an eine eigene Wohnung als anderswo. In dieser Zeit bildete sich das alternative Flair im Bezirk, das von Künstlern und Selbstständigen getragen wurde.

### Abriss- und Sanierungsabsichten
Die Maxime der DDR-Wohnungsbaupolitik, die „Lösung der Wohnungsfrage“ über ein gigantisches Neubauprogramm anzustreben, hatte zur Folge, dass die Altbausubstanz auch im Prenzlauer Berg immer weiter verfiel. Jahr für Jahr stieg die Zahl der unbewohnbaren Wohnungen. Die wenigen Instandsetzungen konnten dies nicht ansatzweise ausgleichen. Stattdessen war vorgesehen, Altbausubstanz – ähnlich wie in West-Berlin im Wedding in den 1960er Jahren geschehen – den ganzen Bezirk oder zumindest den Süden abzureißen, um Plattenbauten zu errichten. Mitte der 1970er Jahre wurde der Plan jedoch aufgrund des akuten Wohnungsmangels auf Eis gelegt, und die Stadtplanungsbüros waren nun angewiesen, schnelle Lösungen zu finden. Kurze Zeit später lief das erste Pilotprojekt rund um den Arnimplatz an. Die Überbauung wurde durch Abriss von Seitenflügeln und Quergebäuden reduziert, auf den Freiflächen wurden Spielplätze angelegt. Die verbleibenden Gebäude wurden von Grund auf saniert. Durch Entkernungen und Grundrissvergrößerungen sank die Zahl der Wohnungen in dieser Zeit um 15 Prozent. Trotzdem sahen die DDR-Planer das Projekt nicht als Erfolg an, denn es wurden keine neuen Wohnungen geschaffen, für die Bewohner mussten sogar Ausweichwohnungen freigehalten werden. Die „komplexe Modernisierung“ hier wie auch am Arkonaplatz in Mitte blieben Einzelmaßnahmen, für die große Masse des Altbaubestandes unterblieb die überfällige Sanierung, weil die staatlichen Mittel nicht ausreichten, neben der Stadterneuerung durch Neubauten (insbesondere in Marzahn und Hellersdorf) eine Altbausanierung im großen Stil durchzuführen.

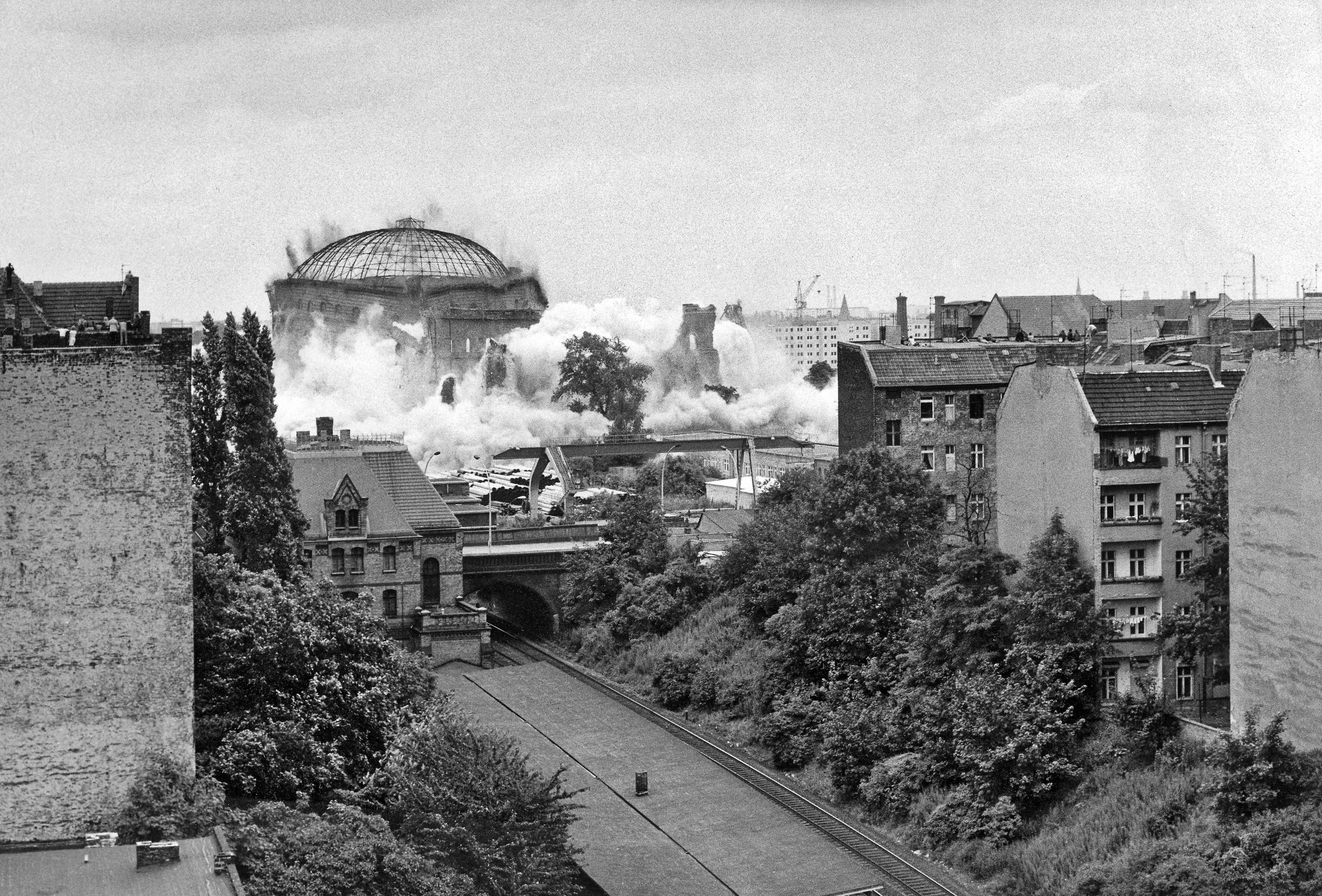
Sprengung des letzten Gasometers auf dem Gelände des heutigen Thälmannparks am 28. Juli 1984

Stattdessen wurde das im Mai 1981 stillgelegte Gaswerk an der Danziger Straße abgetragen, das für die Anwohner schon lange ein stinkendes Ärgernis war, um den schon im NS-Staat bestehenden Plan zur Anlage eines Volksparks umzusetzen. Die unter Denkmalschutz stehenden Gasometer – praktisch Wahrzeichen des Bezirks – wurden dabei unter dem Vorwand statischer Probleme, gegen den Widerstand von Denkmalschützern und einer der in der DDR seltenen Bürgerinitiativen, am 28. Juli 1984 gesprengt. Der für DDR-Zeiten starke zivile Widerstand sprach sich für eine kulturelle Nutzung aus, wurde aber ignoriert. Das neu errichtete Zeiss-Großplanetarium an der Prenzlauer Allee sollte die Gemüter beruhigen. Auf dem Gelände des ehemaligen Gaswerks entstand neben dem Ernst-Thälmann-Park inklusive eines gewaltigen Ernst-Thälmann-Denkmals zudem ein Wohnkomplex in Plattenbauweise mit 1300 Wohnungen. Offizielle Einweihung war am 15. April 1986. Auch auf unbebauten Gartengrundstücken östlich der Greifswalder Straße entstand eine Plattenbausiedlung.
Bei den Vorbereitungen für die 750-Jahr-Feier Berlins im Jahr 1987 wurde Anfang der 1980er Jahre verstärkt damit begonnen, Altbauten zu sanieren. Die Husemannstraße am Kollwitzplatz sollte als eine Art Freilichtmuseum das Gebiet um die Jahrhundertwende zeigen, entsprechend aufwändig und authentisch wurde die Sanierung vorgenommen. Auch in anderen Straßen stieg die Zahl der Sanierungen. Der Rückstand im Vergleich zu den Altbausanierungen in West-Berlin, wo um 1980 ebenfalls noch starker Sanierungsbedarf etwa in Kreuzberg, Neukölln und Charlottenburg bestand, konnte bis zur politischen Wende jedoch nicht mehr aufgeholt werden. Zudem waren nach wie vor auch größere Abrissarbeiten baufälliger Altbausubstanz in Planung, etwa im Bereich Rykestraße für das Jahr 1989. Die finanziellen Mittel für eine zügige, umfassende Sanierung der Altbauten fehlten nicht zuletzt aufgrund der stark subventionierten Mieten in der DDR, mit denen die Baukosten nur zu einem Bruchteil wieder erwirtschaftet werden konnten. In Abrissgebieten sollten kostengünstigere Plattenbauten neu entstehen. In den Protokollen der Beratungen darüber finden sich eindeutige Vermerke darüber, dass dies kurzfristig geschehen sollte, um Widerstand in der Bevölkerung keine Chance zu lassen. Beispielsweise sollte der Magistrat umgangen werden. Nur die politische Wende im Land ließ diese Planungen nie Wirklichkeit werden.

### DDR-Opposition (Herbst 1989)

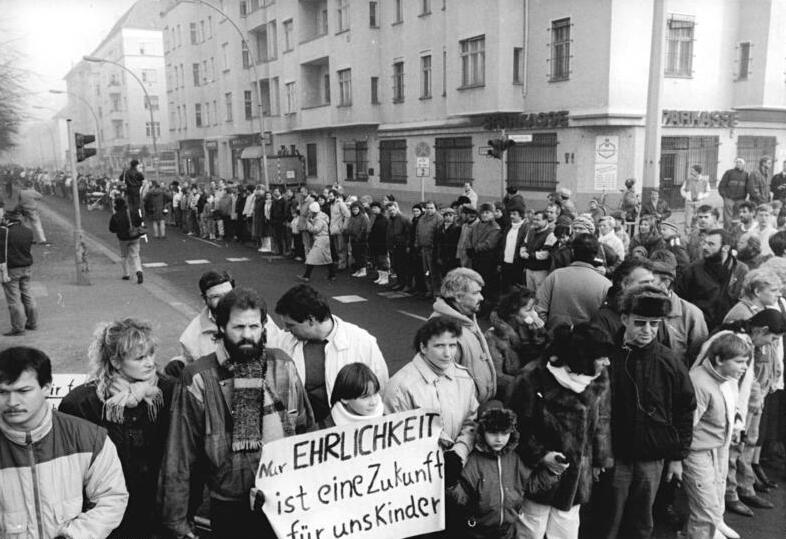
Menschenkette, Greifswalder Straße, Ecke Dimitroffstraße (heute Danziger Straße), Dezember 1989

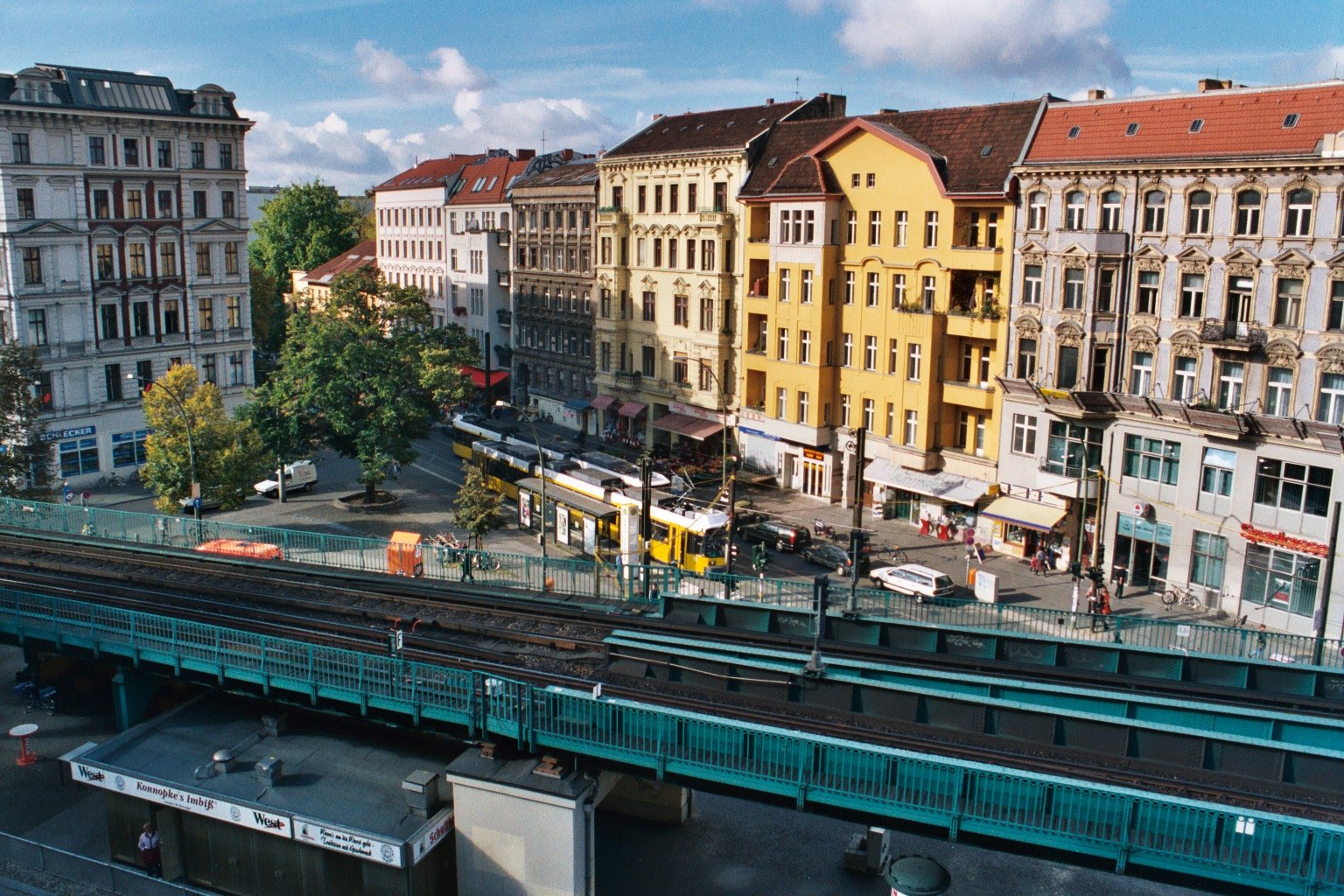
Blick auf die Kastanienallee am U-Bahnhof Eberswalder Straße

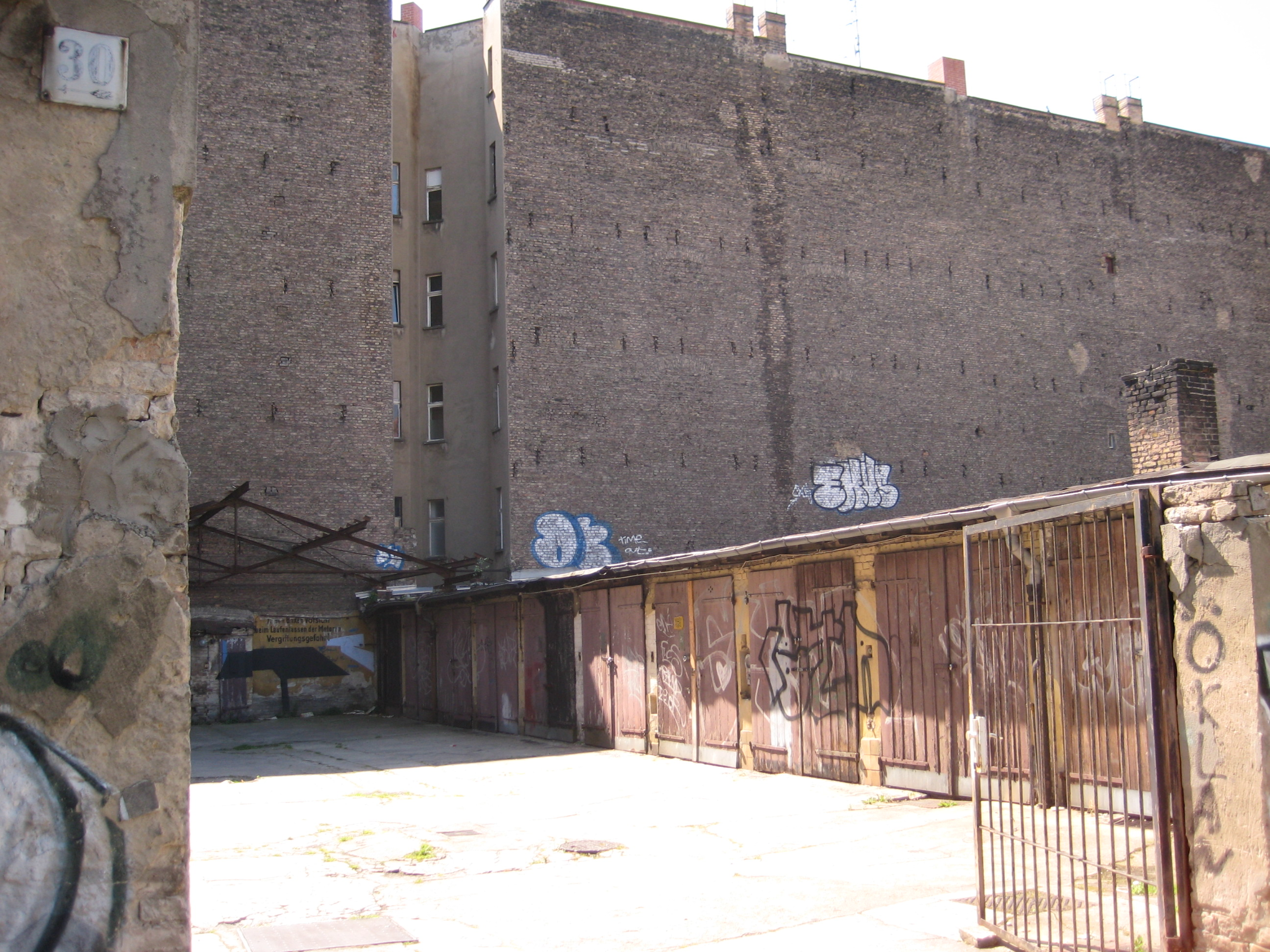
Garagenlandschaft mit Brandmauer der dahinter befindlichen Mietskaserne (in der John-Schehr-Straße), 2007

Die politische Wende in der DDR ging 1989 auch vom Prenzlauer Berg aus. In den 1970er und 1980er Jahren entwickelte sich dort ein Zentrum der DDR-Opposition. Die Umwelt-Bibliothek und andere oppositionelle Gruppen aus Prenzlauer Berg organisierten im Herbst 1989 die Demonstrationen gegen die Wahlfälschungen im Mai 1989 und die Mahnwache in der Gethsemanekirche im Oktober 1989. Diese stand ab dem 2. Oktober 1989 ständig für eine ununterbrochene Mahnwache für die politischen Gefangenen in der DDR offen. Am 9. November 1989 wurde der Grenzübergang an der Bornholmer Straße als erster geöffnet.

### Nach der Wende: umfangreiche Sanierungsarbeiten
Zur Wendezeit lebten trotz des Neubaus von Plattenbausiedlungen wie der Wohnsiedlung im Ernst-Thälmann-Park noch knapp 145.000 Menschen in Prenzlauer Berg – nur noch halb so viele wie Ende der 1920er Jahre und 100.000 weniger als 1950. Ein Grund für den weiteren Bevölkerungsrückgang auch nach Kriegsende war unter anderem die zuvor beschriebene Vernachlässigung der Bausubstanz durch die DDR-Führung. Zahlreiche Gebäudeteile, vor allem Seitenflügel und Quergebäude waren unbewohnbar geworden und standen leer. Bleierne Wasserleitungen waren ebenso erneuerungsbedürftig wie undichte Gasleitungen, durch die unzählige Straßenbäume starben. Viele Wohnungen mussten noch immer mit Kohle beheizt werden und noch Anfang der 1980er Jahre gab es in Prenzlauer Berg über 16.000 Etagenklos. Anfang der 1990er Jahre galt Prenzlauer Berg als größtes zusammenhängendes Sanierungsgebiet Europas. Dies wurde gebildet aus fünf ausgeschriebenen Sanierungsgebieten im südlichen Bereich des damaligen Bezirks, in denen die Sanierung von 32.202 Wohneinheiten mit öffentlichen Mitteln gefördert wurde. Dabei sank die Anzahl der Wohnungen durch Vergrößerung der Fläche (beispielsweise zum Einbau von Innentoiletten) weiter, von 1981 bis 1991 um 2.000 und bis 1995 nochmals um 3.000 auf 86.435 Wohneinheiten. Heute sind große Teile des Ortsteils saniert und bilden das größte Gründerzeitgebiet Deutschlands – 67 % aller Wohnungen stammen aus den Jahrzehnten zwischen der Reichsgründung im Jahr 1871 und dem Beginn des Ersten Weltkriegs 1914.
Während die historische Bausubstanz durch die Sanierung erhalten werden konnte, wurde in den Sanierungsgebieten das zentrale Ziel der Sanierung, die angestammten Bewohner nicht durch die Sanierung verdrängen zu lassen, nicht erreicht. So wohnten im Sanierungsgebiet Kollwitzplatz, für den allein 131 Millionen Euro an öffentlicher Förderung ausgegeben worden waren, Ende 2008 nur noch 17,3 % der Bewohnerschaft von vor 1993. Der soziale Wandel zeigt sich auch darin, dass das Haushaltseinkommen der rund 7000 Haushalte in diesem Gebiet 2008 mit 2332 Euro den Werten von Steglitz-Zehlendorf gleichkam. Eine weitere Studie zur Sanierung im Gebiet Winsstraße bestätigt diese Trends, zeigt aber auch, dass 40 % der Bewohner von Ende 2008 zuvor in einem anderen Teil im Prenzlauer Berg gewohnt hatten. Die im „Schwabenstreit“ durch medienwirksame Spaßguerilla-Aktionen zur Gentrifizierung im Prenzlauer Berg als Akteure herausgehobenen Schwaben sind allerdings in diesem Kiez als Zuzügler statistisch nicht nachweisbar.
Zur Streitfrage, ob in Prenzlauer Berg und insbesondere der Gegend um den Kollwitzplatz eine Verdrängung der angestammten Bewohner durch steigende Mieten bzw. Zunahme von Eigentumswohnungen oder ein moderater Wandel stattgefunden hat, sagte der bekannte Soziologe und anerkannte Experte für Gentrifizierung Hartmut Häußermann, dass sich der soziale Wandel im Kiez relativ moderat vollzogen habe, auch wenn das der allgemeinen Wahrnehmung widerspreche. Anders als sein Schüler Andrej Holm weigert er sich, von Gentrifizierung überhaupt noch zu sprechen – das sei ein „politischer Kampfbegriff“ geworden. Der Großteil der Weggezogenen sei freiwillig gegangen. Die Vertriebenen gebe es auch, die aus ihren Wohnungen gemobbt oder herausgekauft worden seien. Das seien viele Einzelfälle, aber nicht die Regel. Der Trend zu schicken Eigentumswohnungen treibe die Mieten hoch. Das gefährde die soziale Mischung und langfristig das bunte, attraktive Leben im Kiez.
Jüngere Leute lieben die lebendige Mischung aus Kneipen und Kultur in den südlichen Kiezen und sind in den letzten zehn Jahren zur Überraschung der Kommunalpolitiker und Journalisten mit ihren kleinen Kindern in den Ortsteil gezogen. Wurde noch Mitte der 1990er Jahre der Wegzug von Familien mit Kindern öffentlich beklagt, so gilt heute der Bereich um den Helmholtz- und Kollwitzplatz als die kinderreichste Gegend der Stadt. Im Jahr 2008 forderte die zuständige Schulstadträtin gar einen Baustopp für neue Wohnungen, da die Einschulungszahlen zweistellig wachsen und im Bezirk Pankow in den nächsten Jahren im Schnitt jedes Jahr eine neue Grundschule benötigt würde. Tatsächlich gab es diese Schulen bis in die späten 1990er Jahre im Prenzlauer Berg. Sie wurden erst in diesen Jahren gegen Elternproteste von den Vorgängern der Stadtschulrätin geschlossen.
Seit Mitte der 2000er Jahre steigt die Nachfrage nach Wohnraum in Prenzlauer Berg stark an, sodass auch die letzten freien Gebäudeflächen für Wohnneubauten genutzt werden. Für die Fläche der 1963 trotz heftiger Proteste abgerissenen Puhlmann-Lichtspiele zwischen Schönhauser Allee 148 und Kastanienallee 97–99 wird derzeit ein Bebauungsplan vorbereitet, der neben Wohngebäuden mit Atelierwohnungen eine kulturelle Nutzung sowie den Bau eines öffentlichen Weges zwischen Kastanien- und Schönhauser Allee festschreiben soll.
Auch die in der öffentlichen Wahrnehmung kaum mit dem Prenzlauer Berg in Verbindung gebrachten Siedlungsbauten der 1920er und 1930er Jahre im Norden und Osten, wie beispielsweise die Wohnstadt Carl Legien (80 Prozent Zweizimmerwohnungen), wurden seit Mitte der 1990er Jahre saniert. Die völlig andere Sozialstruktur hier wie auch in den Plattenbauten des Ernst-Thälmann-Parks mit vielen älteren und einkommensschwächeren Bewohnern sorgt dafür, dass der Ortsteil Prenzlauer Berg als Ganzes nach wie vor in vielen Statistiken eher durchschnittliche Sozialindikatoren (wie Geburtenrate) aufweist.

## Leben – Kultur – Subkultur

Schönhauser Allee-S-Bahnhof, um 1905

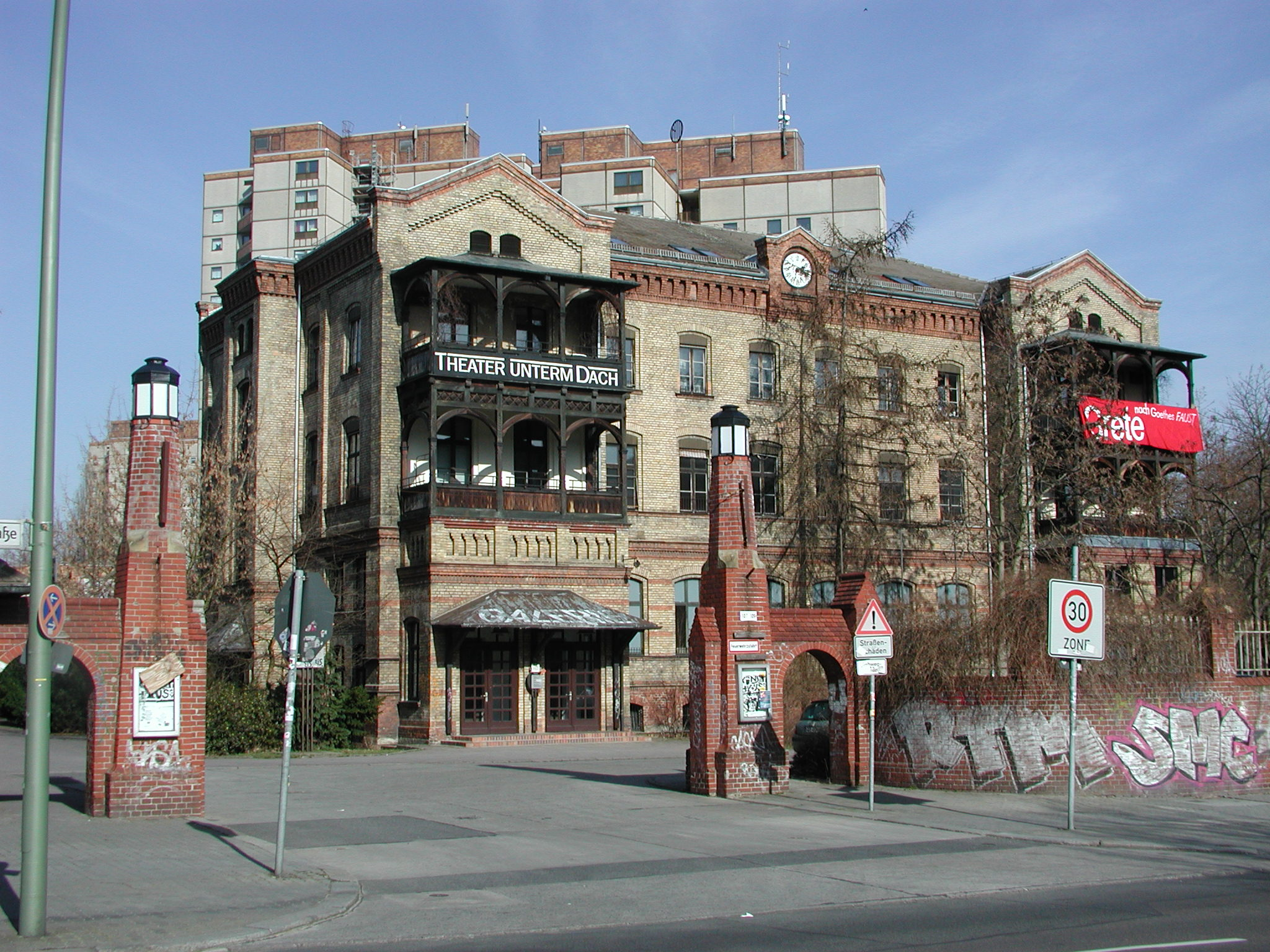
Theater unterm Dach

Schon zu DDR-Zeiten prägten Studenten, Kulturinitiativen und Literaten das Image von Prenzlauer Berg. Vor allem seit den 1970er Jahren zogen Künstler, Oppositionelle und Punks in die Häuser mit ihrem damaligen maroden Charme.
Nach dem Fall der Mauer entwickelte sich der Prenzlauer Berg aufgrund zahlreicher leerstehender Gewerberäume in den frühen 1990er Jahren zunächst zum Szeneviertel mit zahlreichen Cafés, Bars und Clubs, vor allem in den Straßen um den Kollwitzplatz und den Helmholtzplatz. Diese frühen Underground-Bars und Clubs verschwanden aber mit der zunehmenden Durchsanierung und Gentrifizierung des Stadtteils bereits ab Mitte der 1990er Jahre wieder. Von den damaligen Clubs existiert heute nur noch der frannz Club als inoffizieller Nachfolger des Franz-Club (1970–1997), andere langjährige Clubs wie der Knaack-Klub (1952–2010), das Icon (1997–2012) oder der Klub der Republik (2002–2012) mussten bis Anfang der 2010er Jahre schließen, oder wanderten wie der Magnet Club (2001–2010) nach Kreuzberg ab. Nach der Jahrtausendwende galt der Prenzlauer Berg mit seinen inzwischen überteuerten Mieten, durchgestylten Kneipen und schicken Läden vielen bald als „Speerspitze der Gentrifizierung Berlins“, als „Spießergegend des neuen Berlin“ sowie als eines der „langweiligsten Viertel“ der Stadt. In den 2020er Jahren existieren nur noch wenige Musikspielstätten und kommerzielle Diskotheken im Prenzlauer Berg, unter anderem das Kesselhaus und der Soda Club in der Kulturbrauerei.
Insbesondere im Kollwitzkiez, in der Gegend um den Helmholtzplatz sowie in der Oderberger Straße gibt es viele Restaurants und Cafés. In der Kastanienallee finden sich zudem viele kleinere Geschäfte, das unabhängige Programmkino Lichtblick und das Dock11-Theater. Die Kulturbrauerei ist das größte Kulturzentrum im Prenzlauer Berg. Sie befindet sich im Gebäudekomplex der ehemaligen Schultheiss-Brauerei an der Schönhauser Allee/Danziger Straße, der von September 1998 bis Januar 2001 saniert wurde. Hier gibt es Kinos, Restaurants und Theater: Das schon 1922 in Berlin gegründete russische Kammertheater und das Theater RambaZamba, in dem der Verein Sonnenuhr e. V. mit geistig behinderten Künstlern arbeitet. Daneben befinden sich auf dem Areal auch Veranstaltungsräume, Clubs, und die Literaturwerkstatt Berlin.
Der kommerzielle Mittelpunkt des Ortsteils liegt beim S-Bahnhof Schönhauser Allee, wo die Schönhauser Allee Arcaden, ein Einkaufszentrum nach dem typischen Muster der ostdeutschen Nachwendejahre, Kunden auch aus dem ursprünglichen Pankow anziehen. Typisch für Prenzlauer Berg sind kleine autonome Läden.
In ein früheres Verwaltungs- und Wohnhaus der Berliner Städtischen Gasanstalt (bis 1981 genutzt) in der Danziger Straße 101 am Ernst-Thälmann-Park zog nach Umbau und Sanierung 1986 das Theater unterm Dach, ein professioneller Theaterspielverein, ein. Das Haus besitzt 99 Sitzplätze und einige Probenräume.

## Persönlichkeiten

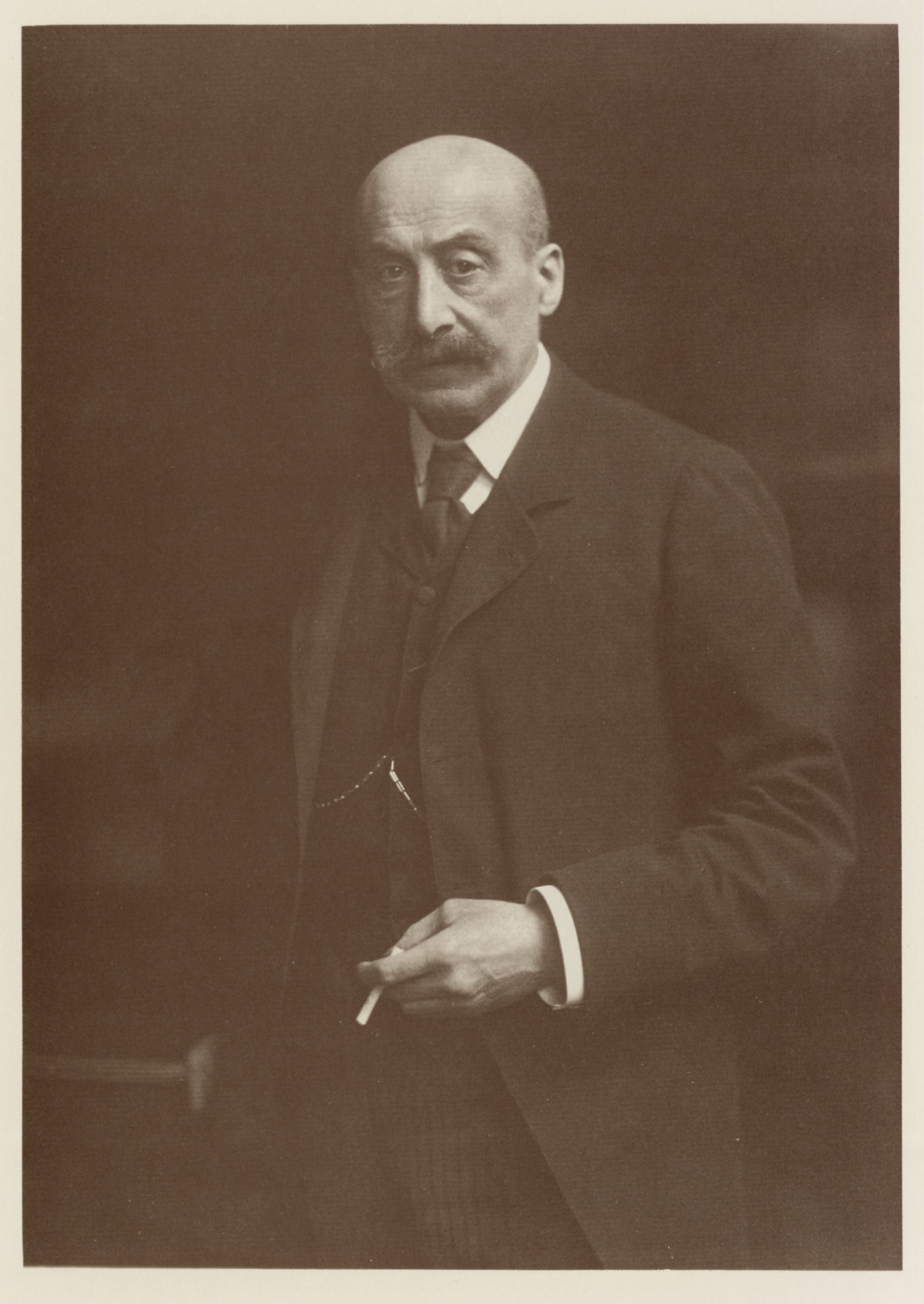
Der Maler Max Liebermann wurde auf dem jüdischen Friedhof in Prenzlauer Berg beigesetzt

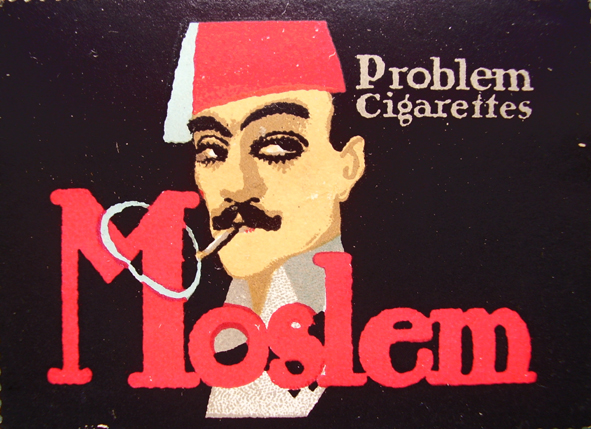
Werbemarke der Cigarettenfabrik Problem. Entwurf: Hans Rudi Erdt, um 1908

Die Menschen, die Prenzlauer Berg prägten, sind vor allem Künstler. Am 20. August 1892 nahm Max Skladanowsky seinen Bruder Emil im Eckhaus Schönhauser/Kastanienallee bei gymnastischen Übungen auf: dies sind die ersten deutschen Filmaufnahmen überhaupt. Noch viele Jahre nutzte Skladanowsky den Dachboden für filmische Zwecke. Schon 1856 gründete Gustav Langenscheidt in einem der ersten Häuser der Schönhauser Allee seinen Verlag. Auch der Kabarettist, Entertainer und Moderator Hans Rosenthal ist in Prenzlauer Berg, in der Winsstraße, aufgewachsen.
Bekannt über die Grenzen des Ortsteils hinaus wurden auch Max und Charlotte Konnopke. Sie gründeten am 4. Oktober 1930 ihren ersten Imbissstand als Bauchladen. Nach dem Zweiten Weltkrieg erwarben sie 1947 einen Wurstwagen. 1960 wurde an der jetzigen Stelle an der Schönhauser Allee Ecke Danziger Straße ein Imbissstand errichtet. Seit dieser Zeit wird das bekannteste Konnopke-Produkt, die Currywurst mit Ketchup nach geheimem Familienrezept, verkauft. Der Stand ist eine Touristenattraktion und der Lieblingsimbiss von Prominenten gleichermaßen.
Bis Anfang der 1940er Jahre lebten und arbeiteten viele jüdische Menschen in Prenzlauer Berg. Die Synagoge in der Rykestraße wurde 2007 wiedereröffnet und ist die größte Synagoge Deutschlands. Die Familie Szlama Rochmann betrieb in der Greifswalder Straße 212/213 ihre Zigarettenfabrik Problem mit der bis in die 1930er Jahre stadtbekannten Marke Moslem.
Während der Zeit des Nationalsozialismus war der Arbeiterbezirk eine Hochburg des Widerstandes. Berühmte Antifaschisten wie Anton Saefkow, Käthe Niederkirchner und Heinz Kapelle agierten von Prenzlauer Berg aus. Doch auch sie konnten nicht verhindern, dass viele jüdische Bewohner von Prenzlauer Berg, wie der spätere Präsident des Zentralrats der Juden Heinz Galinski, deportiert wurden. Der jüdische Maler Max Liebermann war bereits 1935 gestorben und auf dem Jüdischen Friedhof Schönhauser Allee beigesetzt worden. Zur Beerdigung trauten sich nur wenige. Eine davon war Käthe Kollwitz. Sie wohnte seit 1891 mit ihrem Mann, dem Arzt Karl Kollwitz, in einem Haus am heute nach ihr benannten Kollwitzplatz. Ihr Haus wurde bei Bombenangriffen im November 1943 mitsamt vielen Werken zerstört.
Nach dem Zweiten Weltkrieg waren es wieder vorrangig Künstler, die den Bezirk prägten. In den 1950er und 1960er Jahren lebten hier unter anderem die Schriftsteller Jurek Becker, Bruno Apitz (Nackt unter Wölfen), Peter Hacks, Heinz Kahlau, Herbert Nachbar und Dieter Noll, aber auch der Sänger Fredy Sieg. Eva-Maria Hagen wohnte mit Tochter Nina in der Zelterstraße. Später zog Nina Hagen in eine Ladenwohnung der Kastanienallee. In den 1970er und 1980er Jahren lebten die Schriftstellerin Annemarie Bostroem (Paul Heyse Straße), die Schriftsteller Klaus Schlesinger (Dunckerstraße), Klaus Kordon, Uwe Kolbe (Schliemannstraße), Paul Alfred Kleinert (Winsstraße), Andreas Koziol, Frank-Wolf Matthies, Jan Faktor, Johannes Jansen, Bert Papenfuß-Gorek, Stefan Döring, Ulrich Zieger, der Liedersänger und Publizist Ekkehard Maaß (Schönfließer Straße), der Liedermacher Gerhard Schöne (Winsstraße), die Fotografin Helga Paris (Winsstraße), der Maler Konrad Knebel (Pasteurstraße) und sein Biograf Knut Elstermann (Winsstraße), der Bildhauer Wieland Förster (Senefelderplatz), der Slawist Fritz Mierau (Metzer Straße), Wolfgang Thierse (Kollwitzplatz) und sein Vorgänger als Vorsitzender der SPD der DDR Ibrahim Böhme am Prenzlauer Berg. Ende der 1980er Jahre lebte Angela Merkel in der Schönhauser Allee. Die Bürgerrechtlerin Bärbel Bohley lebte lange am Teutoburger Platz und kehrte 2008 in ihre dortige Wohnung zurück. 1994 zog Wolfgang Hilbig in die Metzer Straße und lebte dort bis kurz vor seinem Tod.
Auch heute wohnen und arbeiten hier viele Künstler, darunter die bildenden Künstler Ólafur Elíasson, Olaf Nicolai, Elke Pollack, Nicolaus Schmidt und Cornelia Schleime, der Comiczeichner Flix, der Musiker und Frontmann von Tocotronic, Dirk von Lowtzow, die Musiker der Band Rammstein Till Lindemann und Christian Lorenz, der Rapper MC Bomber, die Schauspieler Louis Hofmann, Heike Makatsch, Ilja Richter, Katharina Wackernagel, David Bennent, Kurt Krömer, Tom Schilling, Carmen-Maja Antoni und Matthias Schweighöfer, die Filmemacher Tom Tykwer und Andreas Weiß, die Schriftsteller Wladimir Kaminer, Tanja Dückers und Detlef Opitz, die Kinderbuchillustratorin Nadia Budde, die Moderatoren Sarah Kuttner, Sandra Maischberger und Benjamin Tewaag. Bis zu ihrem Tode wohnten Christoph Schlingensief, Alfred Biolek und der Dramatiker René Pollesch ebenfalls im Viertel.

## Verkehr

### Straßen und Plätze

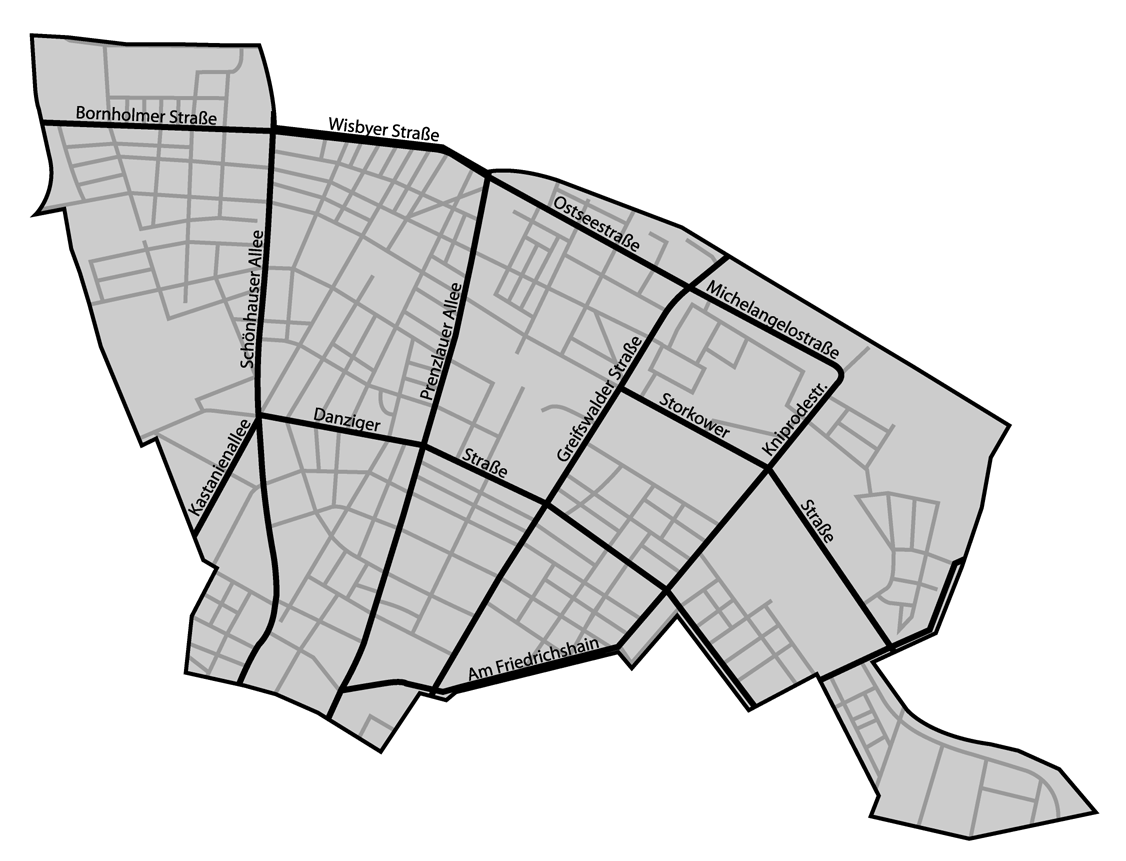
Straßennetz in Prenzlauer Berg

Prenzlauer Berg ist gut erschlossen. Die wichtigsten Straßen sind die stadtauswärts führenden ehemaligen Chausseen (Schönhauser Allee, Prenzlauer Allee, Greifswalder Straße, Landsberger Allee) und die rechtwinklig dazu verlaufenden großen Straßen (Danziger Straße, Bornholmer Straße, Wisbyer Straße, Ostseestraße), die einst als Ringe um die Stadt konzipiert waren. Durch den Ortsteil verlaufen zwei Bundesstraßen (B 2 und B 96a). Das Straßennetz mit 192 Straßen hat eine Länge von 92 Kilometern, bedingt durch die Blockstruktur vergleichsweise wenig. Wichtige Plätze sind Arnimplatz, Falkplatz, Helmholtzplatz („Helmi“), Humannplatz, Kollwitzplatz („Kolle“), Senefelderplatz, Teutoburger Platz, Stadtplatz Marie und Arnswalder Platz sowie der Volkspark Prenzlauer Berg.

### Öffentlicher Personennahverkehr

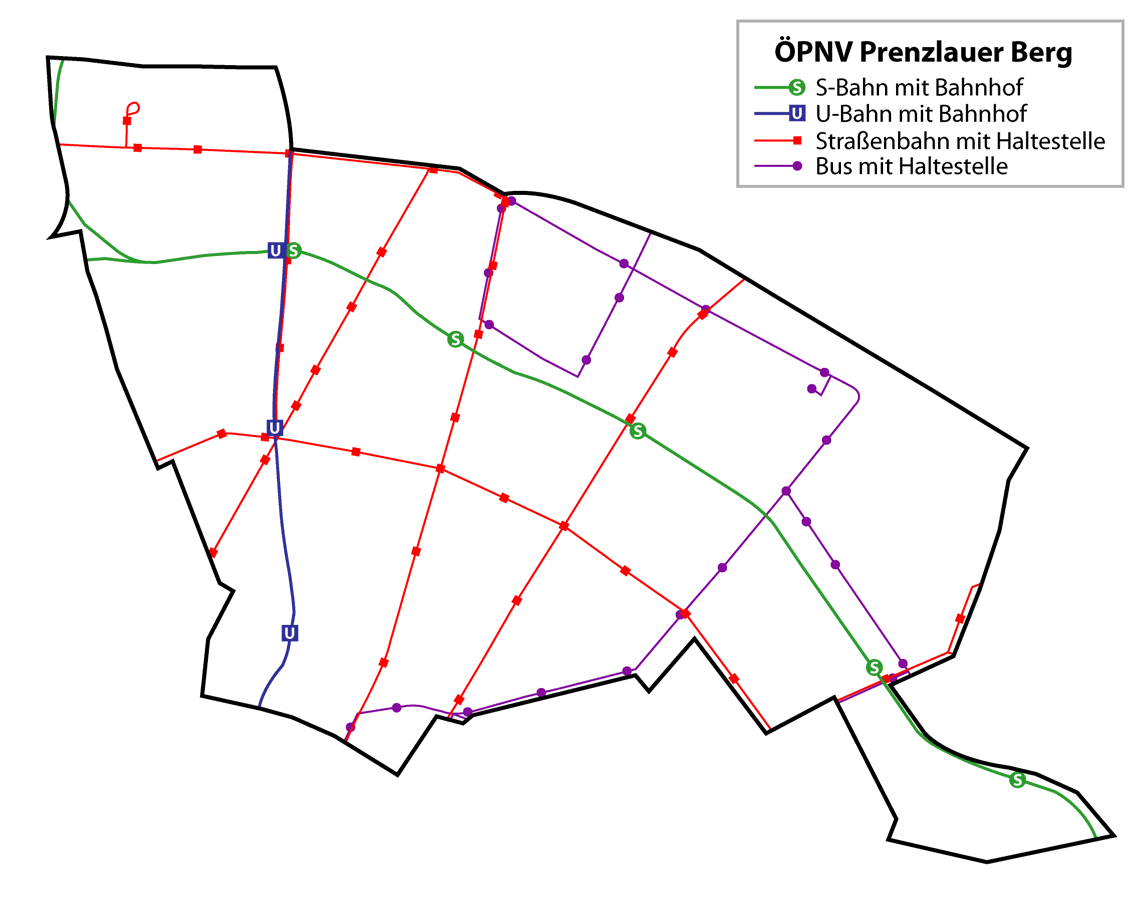
Öffentlicher Personennahverkehr in Prenzlauer Berg

Prenzlauer Berg ist mit dem S-Bahn-Ring, einer U-Bahn-Linie, neun Straßenbahnlinien und einigen Buslinien sehr gut durch den öffentlichen Personennahverkehr erschlossen.
Die Ringbahnstrecke der S-Bahn zählt auf dem Gebiet des Ortsteils fünf Bahnhöfe (Schönhauser Allee, Prenzlauer Allee, Greifswalder Straße, Landsberger Allee und Storkower Straße). An den ersten vier Bahnhöfen kann zur Straßenbahn umgestiegen werden, an der Schönhauser Allee außerdem zur U-Bahn.

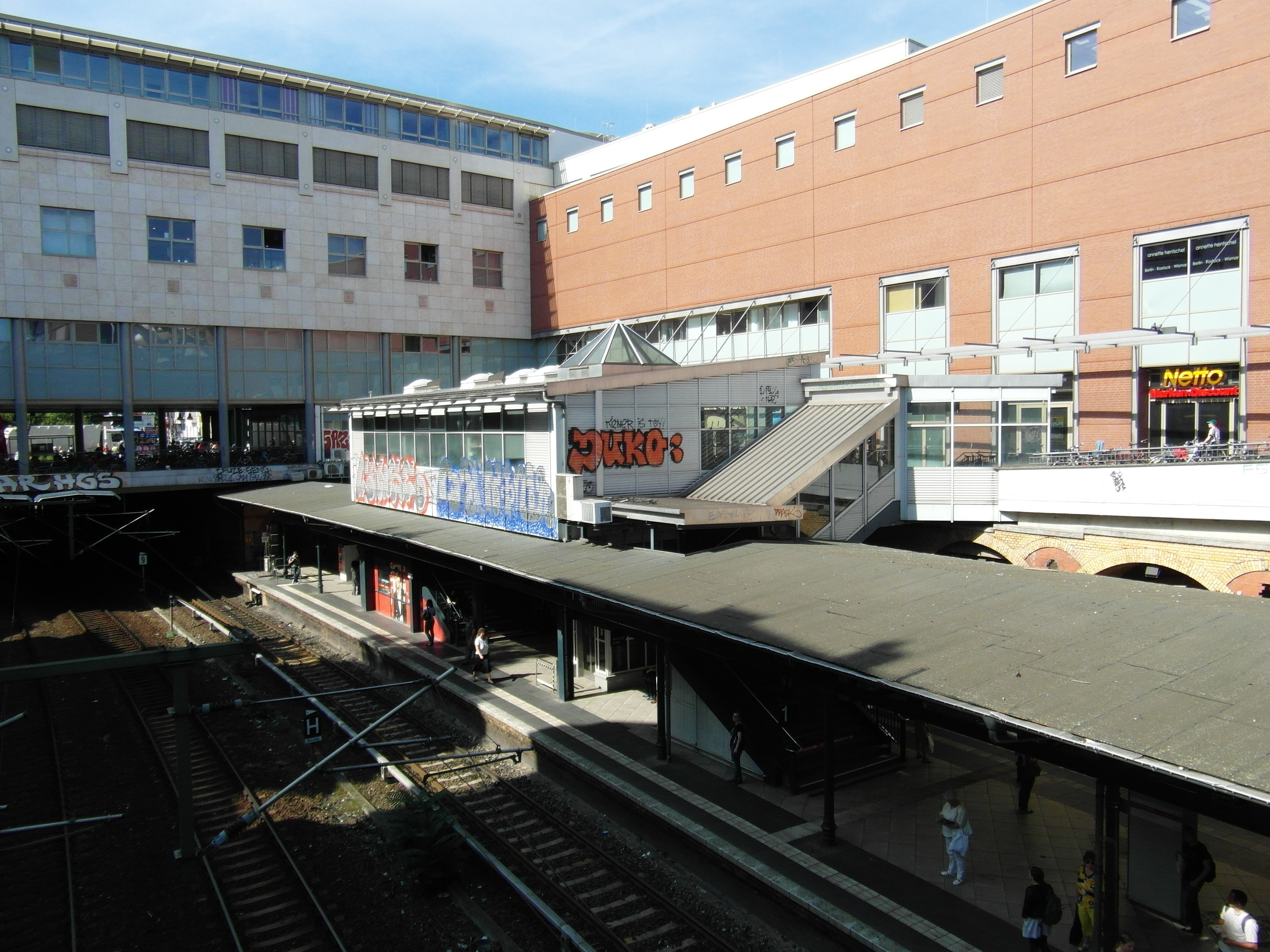
Bahnhof Schönhauser Allee

Die Linie U2 der Berliner U-Bahn verläuft mit drei Bahnhöfen (Senefelderplatz, Eberswalder Straße und Schönhauser Allee) in Prenzlauer Berg teilweise unter und überwiegend als Hochbahn über der Schönhauser Allee, der wichtigsten Einkaufsstraße des Ortsteils.
Die Straßenbahnlinie M1 befährt die Kastanien- und die Schönhauser Allee, die Linie 12 die Kastanien- und Pappelallee sowie die Stahlheimer Straße, die M2 die Prenzlauer Allee, die M4 die Greifswalder Straße, die M10 die Danziger und Eberswalder Straße und die M13 die Wisbyer und Bornholmer Straße. An der Kreuzung Schönhauser Allee/Danziger Straße befindet sich ein „Stern“ mit Gleisen in fünf Richtungen.
Im Osten auf der Landsberger Allee fahren die Straßenbahnlinien M5, M6 und M8. In dieser Gegend kreuzen auch einige Buslinien (156, 200) das Gebiet, auch wenn der Busverkehr im Allgemeinen aufgrund des guten Ausbaus des Schienennetzes in Prenzlauer Berg unbedeutend ist.

### Fahrradwege
Prenzlauer Berg ist auch in das Netz der Fernradwege eingebunden. Der Radfernweg Berlin–Usedom kommt von der Museumsinsel die Schönhauser Allee hoch, biegt dann in die Schwedter Straße ab und führt durch den Mauerpark. Er führt weiter zum Schlosspark Pankow und nach Karow und Buch. Zwischen den Ortsteilen Prenzlauer Berg und Gesundbrunnen entspricht ihm der Berliner Mauerweg, der dem Verlauf der Berliner Mauer folgt.

## Flora und Fauna

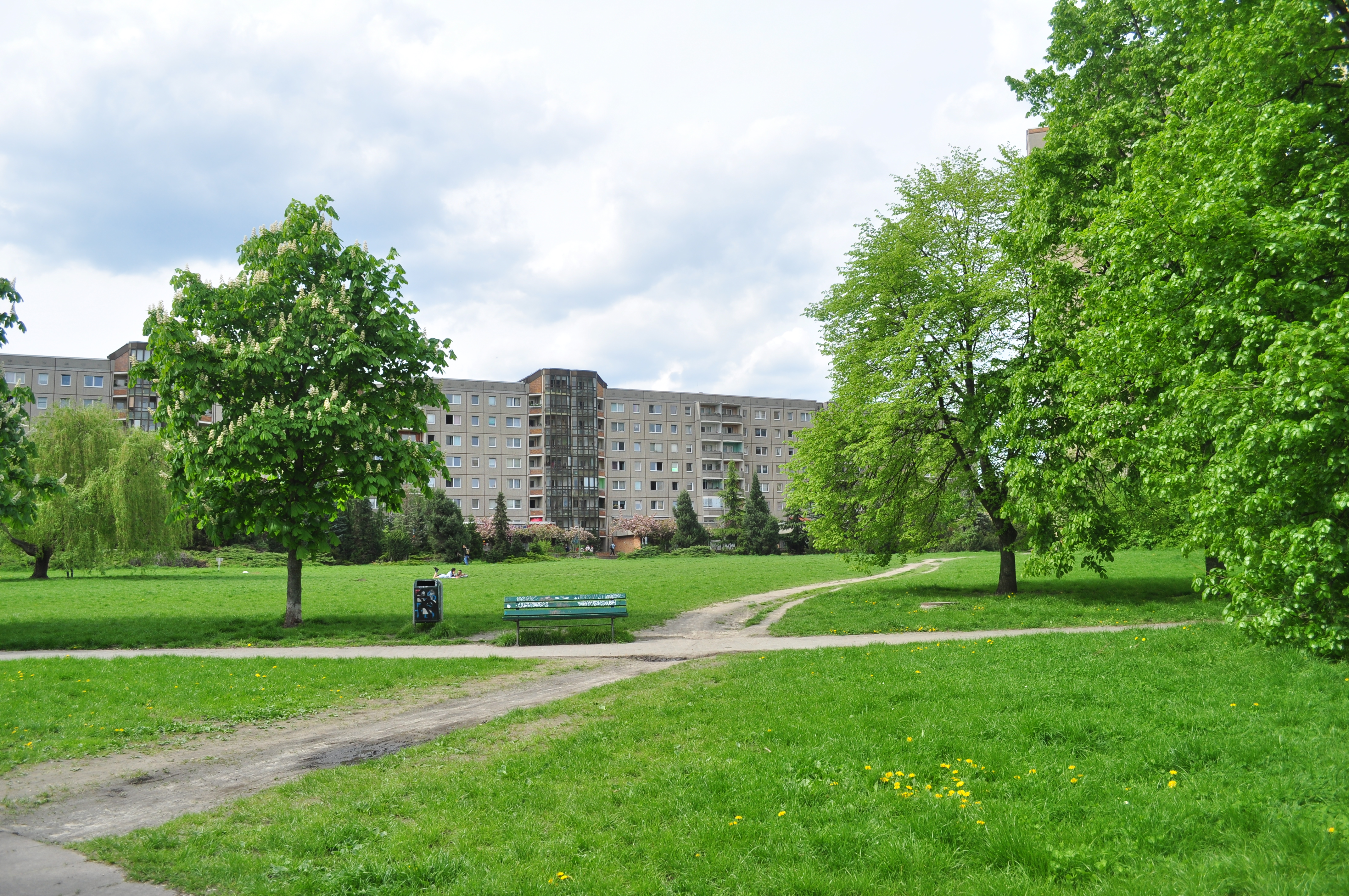
Ernst-Thälmann-Park

Von West nach Ost ist das von Gründerzeitbauten geprägte Prenzlauer Berg besonders in der südlichen Hälfte von zahlreichen Grünflächen durchsetzt. Der Mauerpark im Bereich der ehemaligen Grenze ist der jüngste Grünbereich, der Jüdische Friedhof an der Schönhauser Allee gehört dagegen zu den historischen Grünflächen. Der Zusammenhang aller Grünzonen, vom jüdischen Friedhof über das Wasserturmareal und den Ernst-Thälmann-Park bis hin zum Volkspark Prenzlauer Berg, bietet inzwischen zahlreichen Vogelarten, die ursprünglich keine Kulturfolger waren, einen dauerhaften sowie genügend großen und vielgestaltigen Lebensraum. Dieser ökologische Zusammenhang zwischen den größeren Flächen der Parks und Friedhöfe (z. B. Alter Friedhof vor dem Prenzlauer Tor) wird durch die inzwischen zu einem großen Teil begrünten Hinterhöfe der Wohn- und Geschäftsbauten hergestellt. Im Zuge der Sanierung nach 1990 wurden dabei im großen Maßstab mit Beton und Asphalt versiegelte Flächen aufgebrochen und wieder begrünt.
Zu den in den südlichen Kiezen heimischen Vögeln zählen unter anderem Buntspecht, Grasmücke, Kleiber, Nachtigall, Rotkehlchen, Schwanzmeise, Stieglitz, Mäusebussard, Habicht und Turmfalke. Während der Bestand dieser Arten teilweise weiterhin zunimmt, ist umgekehrt als Folge der Altbausanierung der Bestand der Tierarten, die in den Nischen und ungenutzten Räumen der maroden Altbauten gelebt haben, stark zurückgegangen. Zu diesen, hier inzwischen im Bestand bedrohten Arten, gehören die verschiedenen Fledermausarten und der Steinmarder, der noch bis 2005 auf den Dächern des Kollwitzkiezes gesichtet wurde. Der Mauersegler, dessen Bestände in den Jahren der Sanierung zurückgegangen waren, ist inzwischen (Stand: 2022) nicht mehr bedroht. Ein Grund für die Bestandserholung kann die zunehmende Zahl von installierten Nistkästen sein, wie sie u. a. die Grüne Liga anbietet.

## Politik
Seit der Berliner Bezirksreform vom 1. Januar 2001 ist Prenzlauer Berg kein eigenständiger Bezirk mehr, sondern ein Ortsteil des Fusionsbezirks Pankow. Dabei wurde vor und nach der Reform immer wieder kontrovers über den Namen diskutiert, letztendlich blieb der Name „Prenzlauer Berg“ aber nur noch für einen Ortsteil erhalten.
Seit der Gründung des Bezirks 1920 war die vorherrschende politische Kraft in Prenzlauer Berg die Sozialdemokratie (USPD 29 von 61 Sitzen; SPD 12). Sie stellte bis 1933 die stärkste Fraktion im Bezirksparlament und den Bürgermeister, z. B. von 1926 bis 1933 Otto Ostrowski. Ab 1933 regierte auch hier die NSDAP. Gleich nach dem Zweiten Weltkrieg beauftragte die sowjetische Besatzungsbehörde loyale kommunistische Funktionäre mit dem Wiederaufbau. Doch die ersten Wahlen zum Berliner Abgeordnetenhaus und zur Bezirksverordnetenversammlung (BVV) am 20. Oktober 1946 gewann die SPD mit jeweils über 45 % der Stimmen. 1948 musste der SPD-Bürgermeister seinen Platz räumen, und während der DDR-Zeit konnten nur noch die Kandidaten der Einheitsliste der Nationalen Front gewählt werden.

### Bezirksbürgermeister/Stadtbezirksbürgermeister
Zwischen 1921 und 2000 gab es 17 Bezirksbürgermeister, von denen Harry Gnilka am längsten diesen Posten innehatte (21 Jahre).
| Zeitraum                   | Name                     | Partei  |
| -------------------------- | ------------------------ | ------- |
| April 1921–September 1925  | Paul John                | SPD     |
| September 1925–Januar 1926 | Fröhlich (kommissarisch) | SPD     |
| Februar 1926–März 1933     | Otto Ostrowski           | SPD     |
| März 1933–Februar 1934     | Arnold Krüger            |         |
| Februar 1934–April 1945    | Karl Bombach             | NSDAP   |
| Mai 1945–Oktober 1946      | Gustav Degner            | KPD/SED |
| Dezember 1946–Oktober 1947 | Ella Kay                 | SPD     |
| Januar 1948–November 1948  | Kurt Exner               | SPD     |
| Dezember 1948–März 1949    | Richard Döling           | SED     |
| März 1949–Februar 1953     | Robert Hensel            | SED     |
| Februar 1953–Februar 1956  | Änne Saefkow             | SED     |
| März 1956–Februar 1964     | Horst Hilbert            | SED     |
| März 1964–März 1968        | Willi Jahnke             | SED     |
| April 1968–Mai 1989        | Harry Gnilka             | SED     |
| Mai 1989–Mai 1990          | Wolfgang Schulze         | SED     |
| Juni 1990–1995             | Manfred Dennert          | SPD     |
| Februar 1996–Dezember 2000 | Reinhard Kraetzer        | SPD     |

### Bundestagswahlen
Bei den ersten freien Volkskammerwahlen in der DDR am 18. März 1990 gab es in Prenzlauer Berg mit 87,0 % die geringste Wahlbeteiligung im Osten Berlins. Das Ergebnis: SPD (37,7 %) vor PDS (23,3 %), CDU (19,1 %) und Bündnis 90 (8,5 %). Das gute Berliner Ergebnis von Bündnis 90 (auch die GRÜNE-UFV hatten 3,4 %) zeigte einen großstädtischen grünen Trend, der auch bei der Wahl zur Stadtverordnetenversammlung am 6. Mai 1990 anhielt (13,8 %).
Nach der deutschen Wiedervereinigung verstärkte sich dieses Profil. Die SPD war in Prenzlauer Berg bei Bundestagswahlen lange Zeit die stärkste Kraft mit Werten um die 35 %, bevor sie (dem bundesdeutschen Trend folgend) bei der Wahl 2009 fast die Hälfte verlor und mit weniger als 19 % nur noch die drittstärkste Kraft war, bevor sie ihr Ergebnis bei der Wahl 2013 wieder ein wenig verbessern konnte (23,1 %). Bis 2009 konnten sich die Grünen kontinuierlich verbessern, von 10,3 % (1990) auf 28,6 % (2009) – 2013 konnten allerdings nur noch 21,1 % erzielt werden. Die PDS/Linkspartei erreichte konstant Zweitstimmenanteile zwischen 20 % und 25 % (Ausnahme 1994: 29,8 %). Die CDU verschlechterte sich zunächst kontinuierlich von 25,0 % (1990) auf 10,2 % (2005), konnte sich 2009 jedoch geringfügig auf 12,7 % steigern und 2013 17,8 % der Stimmen holen. Die FDP erreichte nur 1990, 2005 und 2009 mehr als 5 % der Zweitstimmen. Die 2009 erstmals antretende Piratenpartei erzielte im Ortsteil auf Anhieb 5,4 % der Stimmen, 2013 sank dieses Ergebnis geringfügig auf 5,1 %.
Viermal errangen die Grünen im östlichen Prenzlauer Berg, der zum Wahlkreis Friedrichshain-Kreuzberg-Prenzlauer Berg Ost gehört, das jeweils einzige Direktmandat bei Bundestagswahlen. Bei den Wahlen 2002, 2005, 2009 und 2013 erhielt Hans-Christian Ströbele im Wahlkreis Friedrichshain-Kreuzberg-Prenzlauer Berg Ost die meisten Erststimmen. In einem Wahllokal am Helmholtzplatz erreichten die Grünen 2005 mit 42 % der Stimmen ihr berlinweit bestes Ergebnis. Der westliche Teil des Ortsteils mit dem Kollwitzplatz und der Schönhauser Allee gehört zum Wahlkreis 77 Berlin-Pankow. 2009 errang hier Stefan Liebich für die Linke das Direktmandat unter anderem gegen den ehemaligen Bundestagspräsidenten Wolfgang Thierse; 2013 gewann Liebich erneut das Direktmandat.

### Berliner Wahlen
Bei Wahlen zum Berliner Abgeordnetenhaus errang die SPD sowohl 1995 als auch 1999 um die 19 %, die Grünen waren stabil bei 17,5 %, die PDS konnte sich in diesem Zeitraum von 30 % auf fast 35 % verbessern. Die CDU erreichte Anfang der 1990er Jahre Ergebnisse oberhalb der 20 %. 1999 bekam sie 20,7 % der Stimmen, was auf hohe Sympathiewerte für den damaligen Regierenden Bürgermeister Eberhard Diepgen zurückzuführen sein dürfte. Bei der vorgezogenen Neuwahl 2001 nach dem Ende der großen Koalition gab es für die CDU in Prenzlauer Berg herbe Verluste, sie sackte auf 8,3 % ab. Gewinner war die PDS, die auf 42,1 % zulegte, die SPD verbesserte sich auf 24,0 %. Die Grünen verloren leicht und erreichten 15,9 %, die FDP – bis dato um die 1 % unbedeutend – erreichte ihr bestes Ergebnis mit 4,8 %.
Nachdem die PDS (seit 2005 Die Linke) nach der Wahl 2001 in Berlin Regierungsverantwortung als Koalitionspartner der SPD übernommen hatte, musste sie 2006 mehr als die Hälfte der Stimmen abgeben. Gewinner dieser Wahl in Prenzlauer Berg waren die Grünen (23,9 %) und die SPD (30,6 %). Die CDU erreichte nur noch 7,8 %, auch die FDP verlor auf nun 4,5 %.
Der Ortsteil war bei der Berlinwahl 2006 in vier Wahlkreise geteilt. In zweien siegte ein Kandidat der SPD, in den anderen beiden setzte sich jeweils der Direktkandidat der Grünen durch, womit erstmals im Ostteil Berlins grüne Politiker Direktmandate fürs Abgeordnetenhaus erreichten. Insgesamt wird im westlichen Teil von Prenzlauer Berg mehr grün gewählt (mehr als 30 %, in mehreren Wahllokalen über 40 %), als im Ortsteilosten (nur etwa 16 %, ein Wahllokal im Nordosten gar unter 1 %).

## Wirtschaft

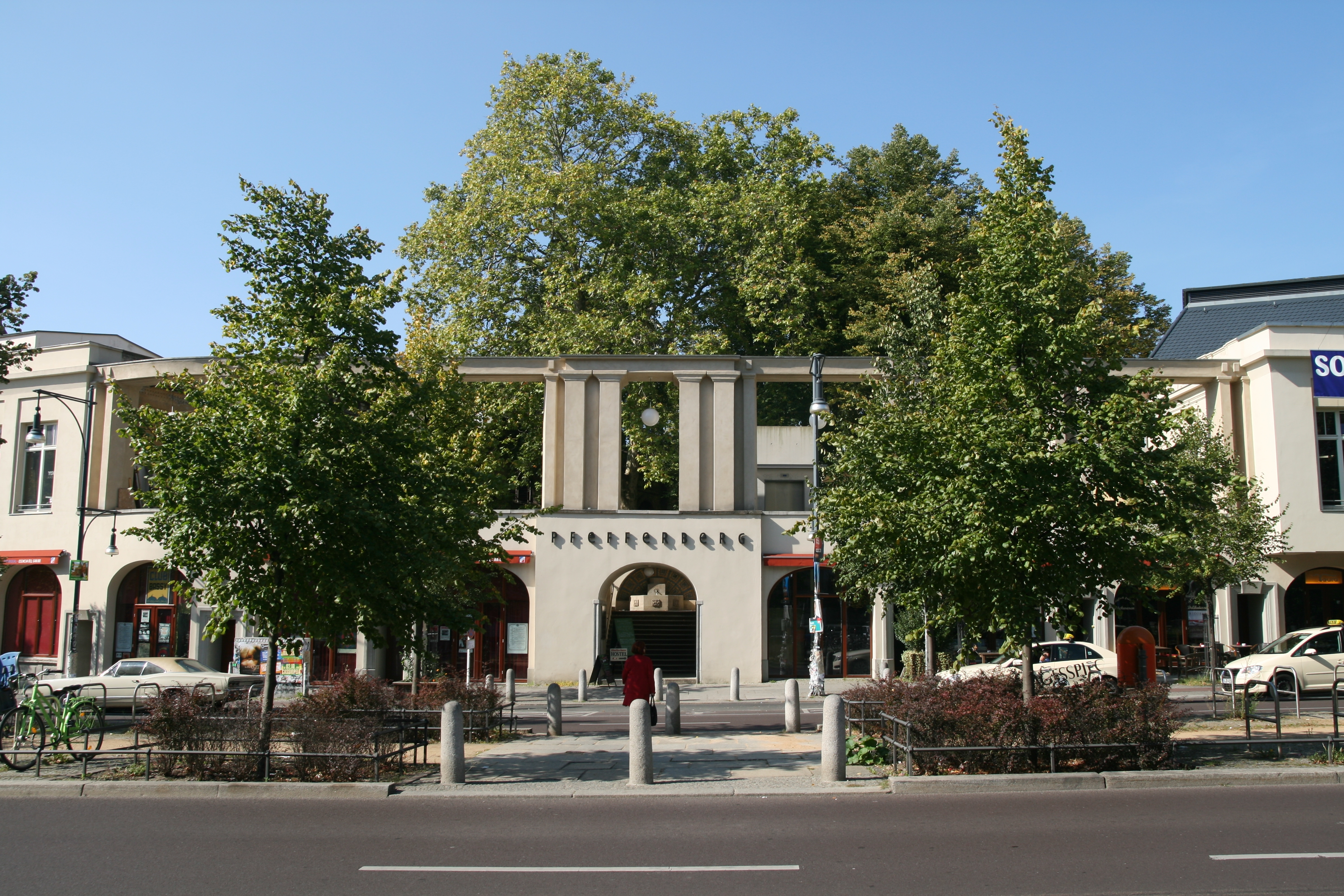
Gastronomie und Kultur in einer ehemaligen Brauerei: Der Pfefferberg am Senefelderplatz

Neben dem Gaswerk waren Brauereien (Schultheiss, Landré, Pfefferberg, Bötzow und Groterjan) die wichtigsten Betriebe im Bezirk.
Seit den 2010er Jahren dominieren vor allem Gastronomie, Kultur, Einzelhandel und mittelständisches Gewerbe. Vor allem das Potenzial der Gastronomie scheint unerschöpflich. Gab es 1991 noch 231 Gaststätten und Lokale, sind es heute über 600.
Während des Internet-Booms um das Jahr 2000 siedelten sich außerdem zahlreiche kleine und mittlere Webdienstleister in Prenzlauer Berg an. In den Wohnkiezen abseits der Hauptachsen gibt es zahlreiche Galerien und Geschäfte ansässiger Künstler, Kunsthandwerker und Modelabels.
In der Schönhauser Allee, der nördlichen Prenzlauer Allee (zwischen Danziger Straße und Bahnhof) sowie der Greifswalder Straße im Bereich des Ringbahnhofs findet sich die übliche Einzelhandelsmischung mittlerer und kleinerer Stadtteilzentren. Am Senefelderplatz befindet sich der größte Bio-Markt Europas.
Im südöstlichen Bereich des Ortsteils auf dem Gebiet des alten Zentralvieh- und Schlachthofs an der Landsberger Allee entstand ein Gewerbegebiet mit über 250.000 m² Gewerbeflächen und mehreren hundert Wohnungen. Bei der Umsetzung sind aber schon etliche Träume der Senatsplanung geplatzt, groß angekündigte Ansiedlungen wurden storniert. Auch siedelten sich hauptsächlich Dienstleister (Ingenieure, Anwälte usw.) an. Es entstand schon unter anderem eine Werkstatt für behinderte Menschen für 260 Behinderte und 60 Ausbilder. Auf dem Gelände am S-Bahnhof Storkower Straße wurde ein Fachmarktzentrum mit Baumarkt, Gartencenter und Möbelmarkt errichtet.

## Bildung
In Prenzlauer Berg gibt es 16 Grundschulen mit rund 4500 Schülern, davon zwei private Schulen. An weiterführenden Schulen gibt es eine Hauptschule (260 Schüler), drei öffentliche und eine private Realschule (zusammen 850 Schüler), drei Gymnasien (darunter das Gymnasium am Europasportpark) (3500 Schüler) und zwei Gesamtschulen mit zusammen 1200 Schülern. Ferner existieren zwei Sonderschulen (170 Schüler) und 14 – vor allem private – künstlerische Schulen, Sprachenschulen, Wirtschafts- und Verwaltungsschulen und Berufsschulen.
Der Erwachsenenbildung dienen ein Abendgymnasium und eine Volkshochschule.
Es gibt drei Waldorfkindergärten, was auf so kleinem Raum relativ ungewöhnlich ist.

## Sport
Der sportliche Mittelpunkt des Ortsteils konzentriert sich im Westen am Friedrich-Ludwig-Jahn-Sportpark. Der Jahn-Sportpark an der Cantianstraße wurde am 3. August 1951 als „Berliner Sportpark“ für die Weltjugendfestspiele eröffnet. Am 15. Oktober 1952 erhielt er anlässlich des 100. Todestages des „Turnvaters“ Friedrich Ludwig Jahn seinen heutigen Namen. Am 22. Juni 1963 fand hier der erste Olympische Tag der Leichtathletik statt, ein internationaler Leichtathletik-Vergleich nach dem Vorbild des nun im Westteil Berlins stattfindenden Internationalen Stadionfestes (ISTAF). Diese Veranstaltung fand bis 1989 jährlich an dieser Stelle statt. Hier wurden mehrere Weltrekorde erzielt; unter anderem übertraf Uwe Hohn am 20. Juli 1984 als erster Speerwerfer der Welt die 100-Meter-Marke (auch wenn die Anzeige nur „04,80“ Meter statt „104,80“ Meter zeigte). Im Stadion fanden zwischen 1951 und 1990 zehn Fußball-Länderspiele der DDR-Nationalmannschaft statt, das Stadion war außerdem Spielort des DDR-Rekordmeisters BFC Dynamo. Aktueller Nutzer ist der SV Empor Berlin. Wie in allen Sportstätten fanden auch hier viele kulturelle Veranstaltungen (u. a. ein Konzert von Michael Jackson) statt.
Die angrenzende Max-Schmeling-Halle wurde im Zuge der Olympiabewerbung Berlins für das Jahr 2000 errichtet und am 14. Dezember 1996 von Max Schmeling eingeweiht. Die Mehrzweckhalle war bis zur Saison 2007/2008 die Heimspielstätte des Basketball-Bundesligavereins ALBA Berlin. Außerdem wird sie für weitere sportliche Ereignisse, Veranstaltungen und Konzerte genutzt.
Ähnliches gilt für das Velodrom am S-Bahnhof Landsberger Allee. Das Velodrom steht an der Stelle der ehemaligen Werner-Seelenbinder-Halle, in der zahlreiche Parteitage der SED sowie kulturelle Veranstaltungen (u. a. Konzerte von Udo Lindenberg oder Rio Reiser) stattfanden. Die Radrennsporthalle ist mit 12.000 Zuschauerplätzen nach der Mercedes-Benz Arena (17.000 Zuschauer) die zweitgrößte Veranstaltungshalle Berlins.

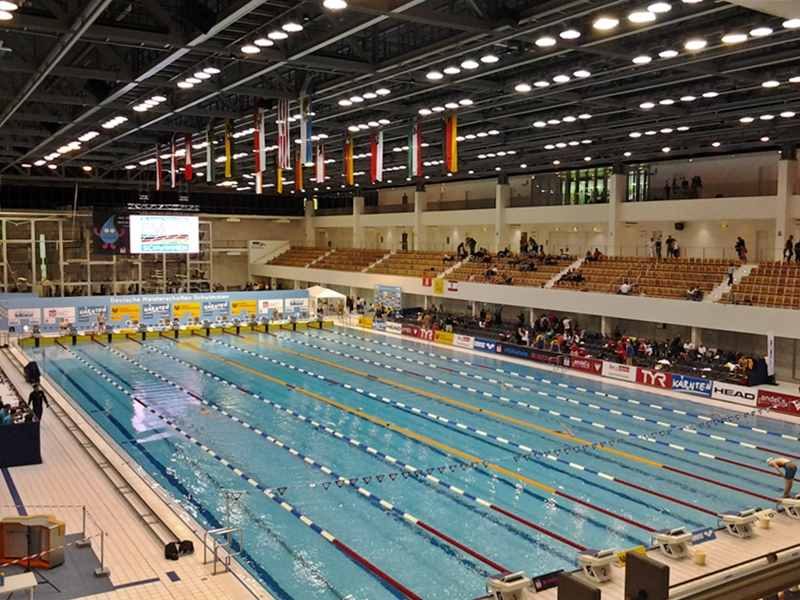
Deutsche Schwimmmeisterschaften 2014 in der Schwimm- und Sprunghalle im Europasportpark

Direkt neben dem Velodrom befindet sich die Schwimm- und Sprunghalle im Europasportpark. In der Schwimmhalle fanden mehrere Deutsche Schwimmmeisterschaften und 2002 die Schwimmeuropameisterschaften statt. Beide Gebäude wurden ebenfalls im Zuge der Berliner Olympiabewerbung erbaut.
Auch der Berliner Bundesligaverein Hertha BSC stammt ursprünglich aus Prenzlauer Berg. Gegründet wurde er als Hertha 1892 in einem Lokal in der Kastanienallee. Die ersten Spiele fanden in der Nähe des heutigen Friedrich-Ludwig-Jahn-Sportparks statt. 1904 zog der Verein in den nahen Gesundbrunnen. Heute nutzen die Amateure von Hertha BSC teilweise den Friedrich-Ludwig-Jahn-Sportpark.